# Transports urbains briochins
Pour les articles homonymes, voir TUB.
Les Transports urbains briochins, abrégés en TUB, sont un service de transport en commun organisé par Saint-Brieuc Armor Agglomération desservant l'ensemble de son territoire. Exploité principalement par la société publique locale Baie d'Armor Transports, le réseau se compose de 29 lignes de bus. Le service propose également le TUB'Express (lignes assurent la desserte des établissements scolaires et ouvertes à tous les voyageurs), le ProxiTUB (desservent les hameaux et lieux à faible densité), les MobiTUB (service de transport pour les personnes handicapées), les DomiTUB (service de transport pour les seniors) et enfin les services scolaires de l'agglomération briochine.

## Historique
« Pour un historique détaillé des lignes du réseau, voir la liste des lignes de bus de Saint-Brieuc. »

### Premiers projets et dessertes

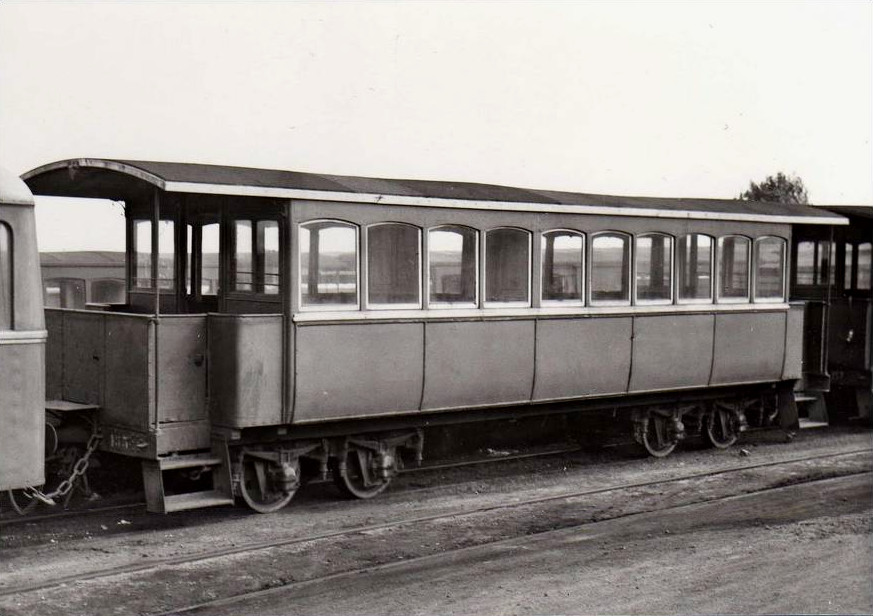
Une voiture des Chemins de fer des Côtes-du-Nord.

Le premier projet de création d'un service de transport en commun à Saint-Brieuc remonte à 1895 où la création d'un tramway entre Le Légué et Saint-Laurent est proposé, mais fut abandonné en raison de la concurrence avec les chemins de fer des Côtes-du-Nord,. Ce réseau a été déclaré d'utilité publique le 21 mars 1900 et a vu sa première ligne ouvrir le 9 mars 1905. Saint-Brieuc était le point de départ de trois lignes (Saint-Brieuc - Plouha, Saint-Brieuc - Le Phare et Saint-Brieuc - Moncontour), tandis qu'une ligne partait d'Yffiniac (Yffiniac - Matignon). Progressivement fermé à partir de 1937, la dernière circulation commerciale eut lieu le 31 décembre 1956 entre Saint-Brieuc et Paimpol. Ce réseau a profondément marqué le paysage briochin et de nombreux vestiges sont encore visibles de nos jours : la gare de Saint-Brieuc-Centrale, le viaduc de Toupin, le pont des Courses, le viaduc du Vau-Hervé, le pont de la Cage, et les boulevards de Sévigné, tous de l'ingénieur Louis Harel de la Noë.
En 1933, une ligne d'autocar est mise en place par M. Boulaire entre la gare de l'État et Cesson-Le Valais. Elle passait par la place Du Guesclin, la rue de Gouédic, la rue Lafayette et la Croix Blanche. L'autocar utilisé était un Delahaye Type 8359 de 20 place et faisant 18 CV. La ligne sera reprise en 1938 par M. Ricard jusqu'en 1961. Durant la seconde Guerre Mondiale, les services ne sont effectués qu'en partie en fonction du manque de carburant. En 1946, M. Ricard remplaça le Delahaye par un Isobloc munit d'un moteur arrière,.

### Création des TUB
Le 5 juin 1947, les directeurs du réseau de transports de Laval (TUL) proposent aux élus de la ville de Saint-Brieuc de créer un réseau de transports urbains,. La municipalité accepte et mais aucun transporteur local ne souhaite assurer l'entière exploitation. Deux lignes seront lancés.
Deux ans après, le 1er mai 1949, la Compagnie française de transport (CFT) sera choisie et l'exploitation débutera avec un réseau de quatre lignes. Cinq fourgons Renault Goélette (type R2065) aménagés par le carrossier Gruau et faisant 18 places assises seront utilisés ; le dépôt est construit l'année suivante, rue Abbé Garnier.

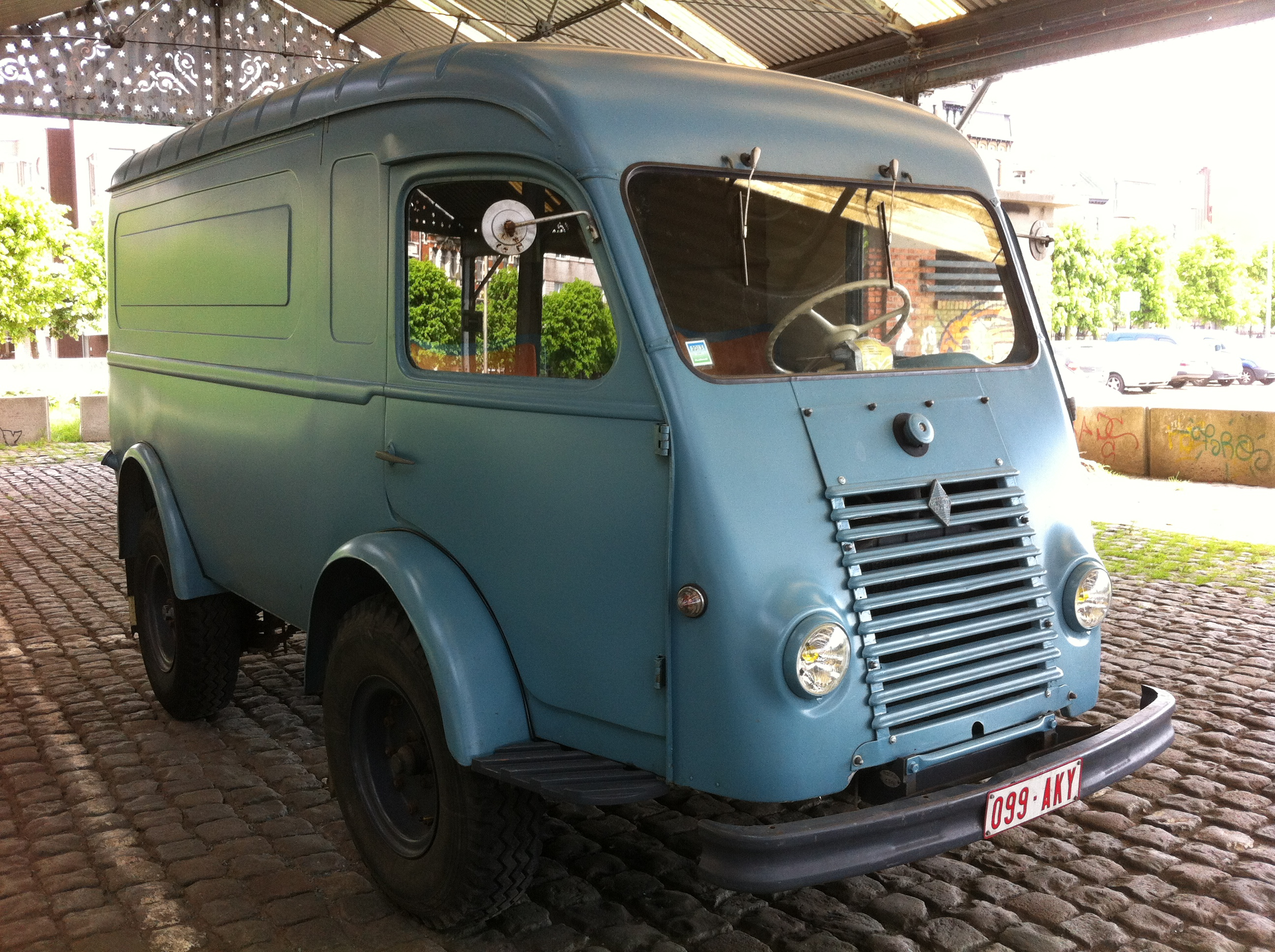
Image d'illustration d'un Renault Goélette non aménagé.

En 1961, M. Ricard perd la ligne Gare-Cesson qu'il exploitait depuis 1938,.
En 1963, le dépôt est transféré à Douvenant, devenu plus tard celui de la CAT 22, tandis que la CFT connaît d'importantes difficultés dues à la fois à l'accroissement du trafic automobile et à l'ouverture du pont d'Armor de Saint-Brieuc qui relie le quartier de Cesson au centre-ville,. Ces difficultés continuèrent jusqu'en 1967 où l'augmentation brutale de 25 % des tarifs provoquent une chute de la fréquentation qui entraîne la cessation d'activité de la CFT l'année suivante, le 30 juin 1968,.
À la suite de la cessation d'activité de la CFT en 1968, la municipalité engage rapidement des négociations avec la Compagnie armoricaine de transports (CAT), filiale du groupe Verney, qui reprend l'exploitation avec une convention à risques et périls,. Le réseau est réorganisé en 1969 et s'étend à la commune de Ploufragan puis à Trégueux en 1973, dix nouveaux autobus de 82 places Verney TCU-2 sont affectés,.
En 1979, un service de transport de personnes à mobilité réduite est créé.
En 1980, la CAT achète un CBM TDU 850 au réseau de Saint-Malo, puis un LMB 12 du même constructeur. En 1982, deux LMB 11 sont mis en service.
En 1983 est créé le Syndicat des transports urbains briochins (STUB) entre les communes de Saint-Brieuc, Ploufragan et Trégueux et instaure le versement transport,. La même année, un service du dimanche est créé sur les lignes 1, 2bis, 3 et 5 entre 14 h et 19 h et 3 CBM LMB 11 SR sont mis en service.
Le parc est alors composé de 26 véhicules : 4 Verney TCU ; 2 Verney TC 2 ; 11 CBM TDU 11 ; 2 CBM LMB 11 ; 2 CBM LMB 12 ; 2 CBM LMB 11 SR ; 1 CBM TDU 850 S et 1 minibus PMR.
En 1984, achat de trois CBM TDU 850 SR.

### Déploiement progressif du réseau

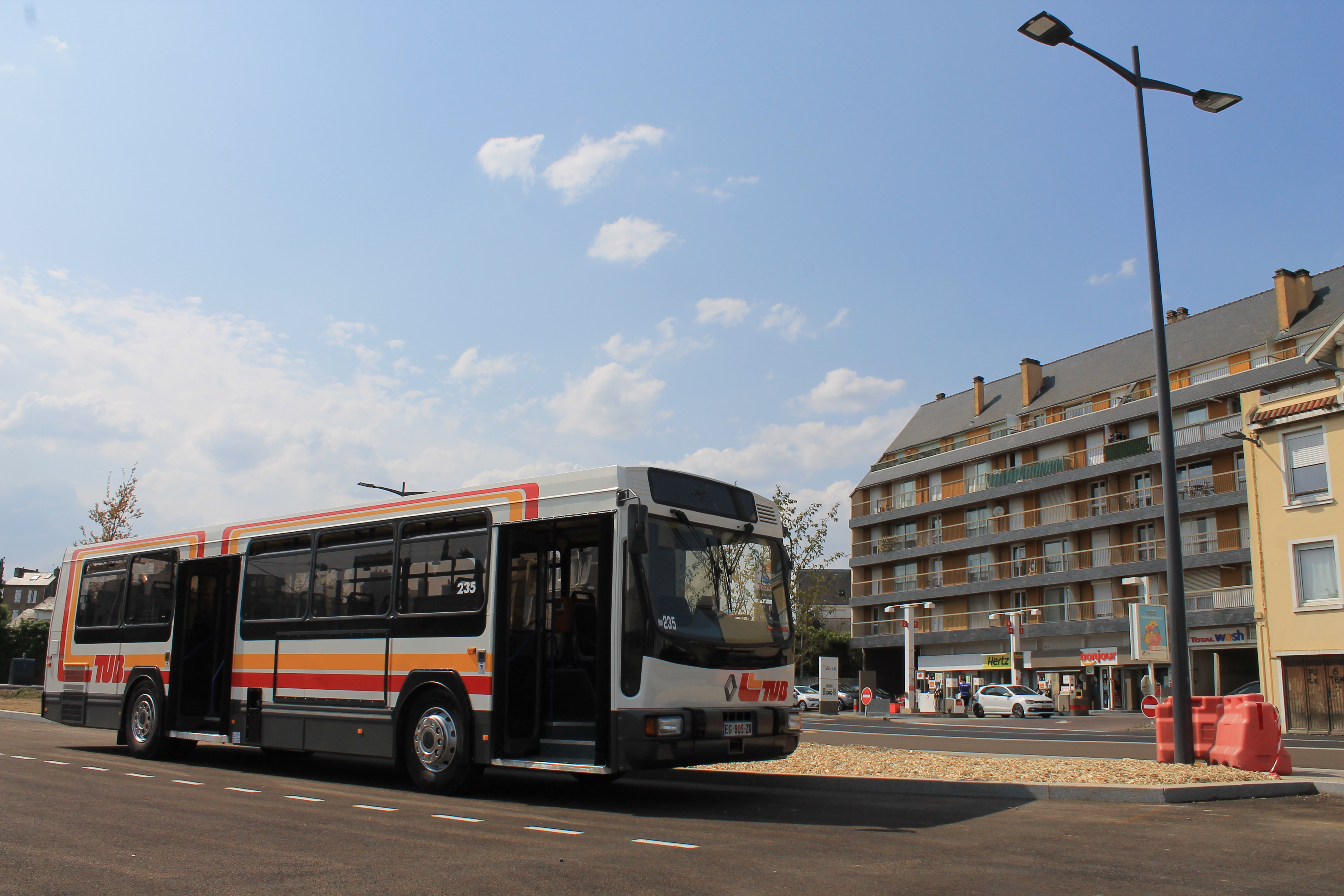
Renault PR 100.2 avec la livrée de 1985.

Le 15 avril 1985, création de la SETAB (filiale du groupe Verney comme la CAT) pour l'exploitation du réseau qui adopte une nouvelle identité visuelle rouge et jaune et le réseau est restructuré (fin des lignes "bis"...) ; ce nouveau réseau restera, dans ses grandes lignes, en place jusqu'aux années 2010. De nouveaux poteaux d'arrêts sont mis en place et sont, en 2015, toujours utilisés. 13 nouveaux bus sont achetés : 12 Renault PR 100.2 et 1 CBM 220B.
En 1986 le STUB s'étend aux communes de Langueux et Plédran. En 1987, le service Minitel 3614 TUB22 est créé, le réseau se compose de 13 lignes.
En 1989, mise en place du système d'aide à l'exploitation (SAE), permettant une information en temps réel et une liaison radio avec le dépôt. Le 16 mai 1989, un incendie détruit onze bus dans le dépôt de la CAT, remplacés par huit Berliet PR 100.MI venant des réseaux de Nantes, Avignon et Orléans et un Heuliez GX 17 d'occasion ; Ouverture le 18 décembre de l'agence commerciale « Point TUB » située place Duguesclin.
Le 1er juillet 1990, la SETAB laisse place à Via-Transexel (devenu VIA-GTI puis Keolis en 2001) pour l'exploitation du réseau.
L'année 1990 est aussi marquée par la création du point central sur la place du Champ de Mars à la suite de la refonte du plan de la circulation dans le centre-ville de Saint-Brieuc et création du service « TaxiTUB », composé de 16 lignes, qui permet de desservir les zones peu denses de l'agglomération. Mise en service des premiers articulés du réseau, les Heuliez GX 187 pour les lignes 5 et 8 et acquisition de deux PR 100.2 supplémentaires.
Mise en place de bandeaux de lignes sur le côté des véhicules, et d'un plan de la ligne à l'intérieur.
Le 15 avril 1991, le réseau est étendu à la commune d'Yffiniac :
Le 2 septembre de la même année est créé un guide bus unique pour tout le réseau, création de la carte d'abonnement « Fréquence » et achat de trois autobus : un Heuliez GX 107 et un Renault PR 100.2. Enfin, le 20 décembre, le nouveau dépôt de la zone d'activités de la Beauchée est inauguré et regroupe les services administratifs, comptables, exploitation & marketing, le parcage des autobus et un atelier intégré.
Le 27 décembre 1991, le District du Pays de Saint-Brieuc est créé et reprend la compétence transport, provoquant la disparition du STUB.
Le 10 septembre 1992, le réseau s'étend sur les communes de Trémuson, Saint-Julien et La Méaugon.
En septembre de la même année, acquisition d'un GX 107 et d'un PR 100.2 supplémentaires, et début d'une campagne de rénovation du parc existant.

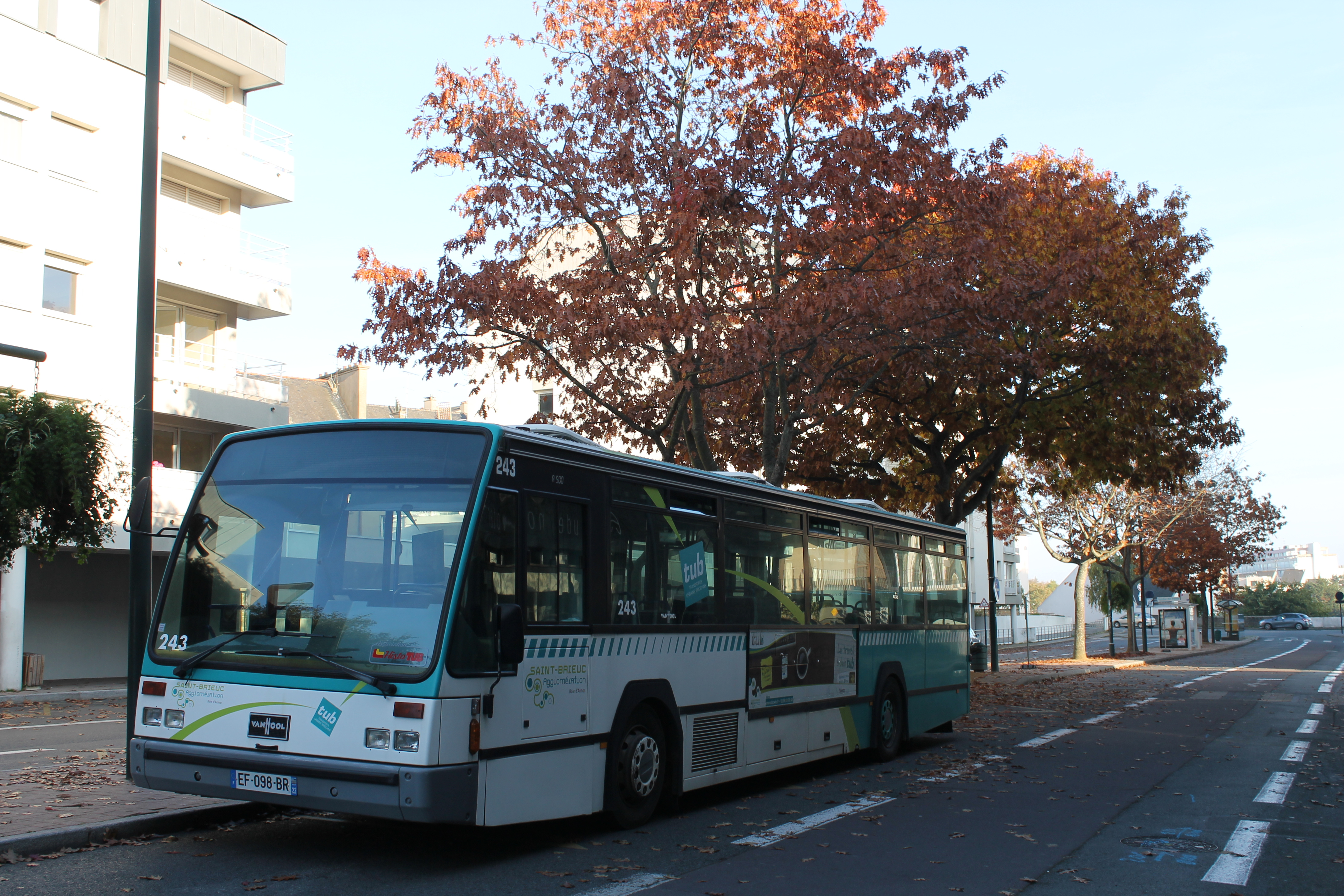
Van Hool A500 - Rue Combat des Trente.

En septembre 1993, achat de quatre nouveaux véhicules : un Heuliez GX 77H et 3 Van Hool A500, les premiers autobus standards à trois portes du réseau. La campagne de rénovation du réseau se poursuit et certains CBM et un PR 100 MI sont réformés. La CAT achète quant à elle deux PR 100 MI au réseau de Belfort.
Le 8 septembre 1994, le réseau est modifié et voit la création de deux nouveaux services : les lignes scolaires « Tub'Express » et des lignes de soirée « Noc'Tub ».
Acquisition d'un Gruau MG 36 et réforme du Gruau P 70 U et d'un PR 100 MI. Acquisition de deux Renault PR 180.2 ex-RATP. Suppression du service Minitel.
En avril 1995, extension des services « Noc'Tub » aux lundis et mardis soir. En octobre, acquisition de 4 Van Hool A500 supplémentaires, ces bus sont les premiers à remplacés la girouette à film et les bandeaux latéraux au profit de girouettes à pastilles (avant, latérale et arrière) couplées au Système d'aide à l'exploitation (SAE). En février la CAT acquiert un Renault PR 112 et renumérote ses 4 PR 100 MI et son PR 100.2 dans la série 4xx. En octobre, ce sont trois PR 100 MI et les CBM LMB 11 SR du délégataire qui sont réformés.
Le 2 septembre 1996, le réseau s'étend sur les communes de Hillion, Pordic, Saint-Donan et Tréméloir et la desserte de Langueux et Yffiniac est revue.
Les afficheurs du prochain arrêt dans les bus sont renouvelés. Acquisition d'un Gruau MG 50 et de trois Van Hool A500 d'occasion. Rouillard acquiert un Heuliez O 305 d'occasion.
Le 6 janvier 1997, la ligne de bus interne à la commune de Plérin est intégrée au réseau, en même temps que cette dernière rejoint le District.

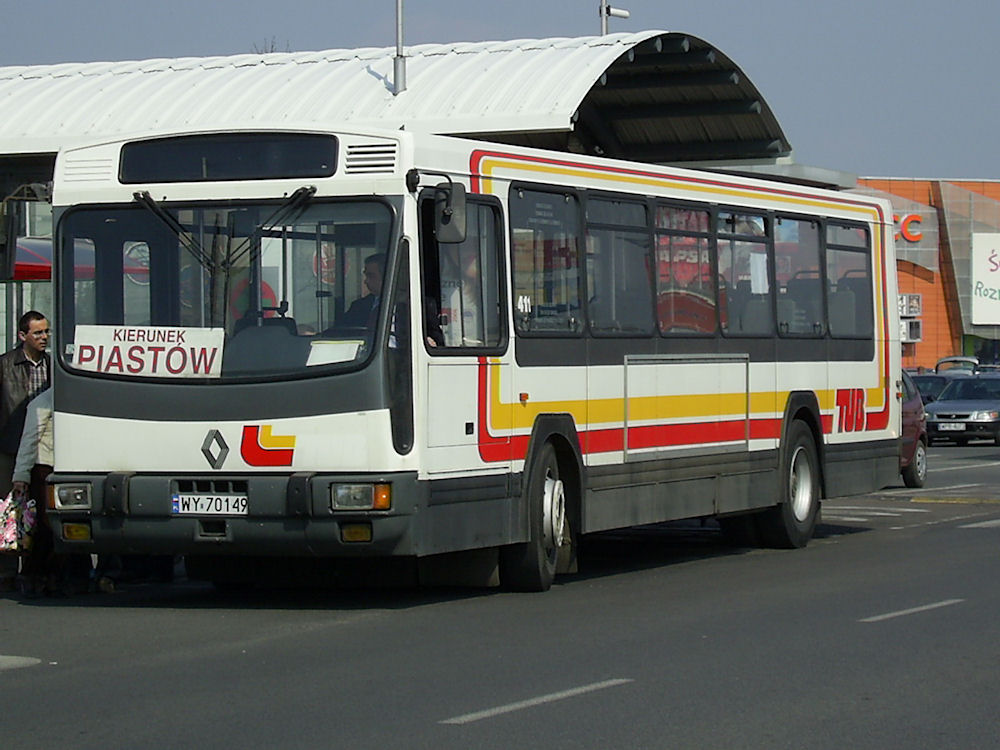
L'ancien Renault PR 100.2 n°411 réformé, roulant en Pologne près de Varsovie, en 2014.

Achat de quatre A 500 supplémentaires et quatre PR 100.2 sont rénovés. La CAT achète quant à elle trois PR 100 MI et un PR 112 d'occasion et un R 312 neuf.
En 1998, le quartier de Saint-Hervé à Ploufragan est desservi de façon régulière tandis que l'ancien guide bus imprimé en noir et jaune est remplacé par deux guides tout en couleurs, un pour les lignes régulières et un pour Taxi'Tub. La TAE (Transport Armor Express), un des exploitants des lignes 18 et 19, affecte deux Renault S 105 R aux lignes. Le délégataire achète ses deux premiers autobus surbaissés, deux Van Hool A300.
L'année 1999 marque les 50 ans d'existence du réseau. Cet anniversaire est fêté du 28 au 30 avril via des expositions sur l'histoire du réseau, des jeux et des visites du dépôt. Acquisition de trois Van Hool A 300, un d'occasion et deux neufs.

### Depuis les années 2000
Le District est remplacé par la communauté d'agglomération de Saint-Brieuc (CABRI) à partir du 25 octobre 1999. Le logo change en septembre 2000 et le 23 décembre 2000, la nouvelle livrée est présentée sur la place de l'hôtel de ville avec trois nouveaux bus, des Van Hool A330 (nos 256 à 258) équipés de girouettes « Iris » combinant pastilles et diodes électroluminescentes pour une meilleure lisibilité,. Cette livrée est composée de trois couleurs, celles de la CABRI, le blanc, le bleu et le vert. LA CAT réforme 3 PR 100 MI et acquiert un PR 112 et 3 PR 100.2 d'occasion, tandis que Rouillard acquiert un Setra S 215 SL et un Van Hool A 600 d'occasion.
En 2001, le service TPMR est confiée à un GIHP ; en novembre, mise en service des Heuliez GX 317, premiers bus du réseau aux normes Euro 3, la CAT acquiert 2 PR 100.2 d'occasion et Rouillard achète 4 S 215 SL d'occasion pour pallier le retrait de la TAE des lignes 18 et 19,.
En janvier 2002 avec l'arrivée de l'Euro, la gamme tarifaire évolue et de nouveaux titres pour les personnes âgées et les scolaires utilisant le service TaxiTUB sont créés et la possibilité de payer par Monéo au Point TUB est instaurée. La CABRI achète un Agora L, le no 305, et la CAT achète un R 312, le no 402, tous deux d'occasion.

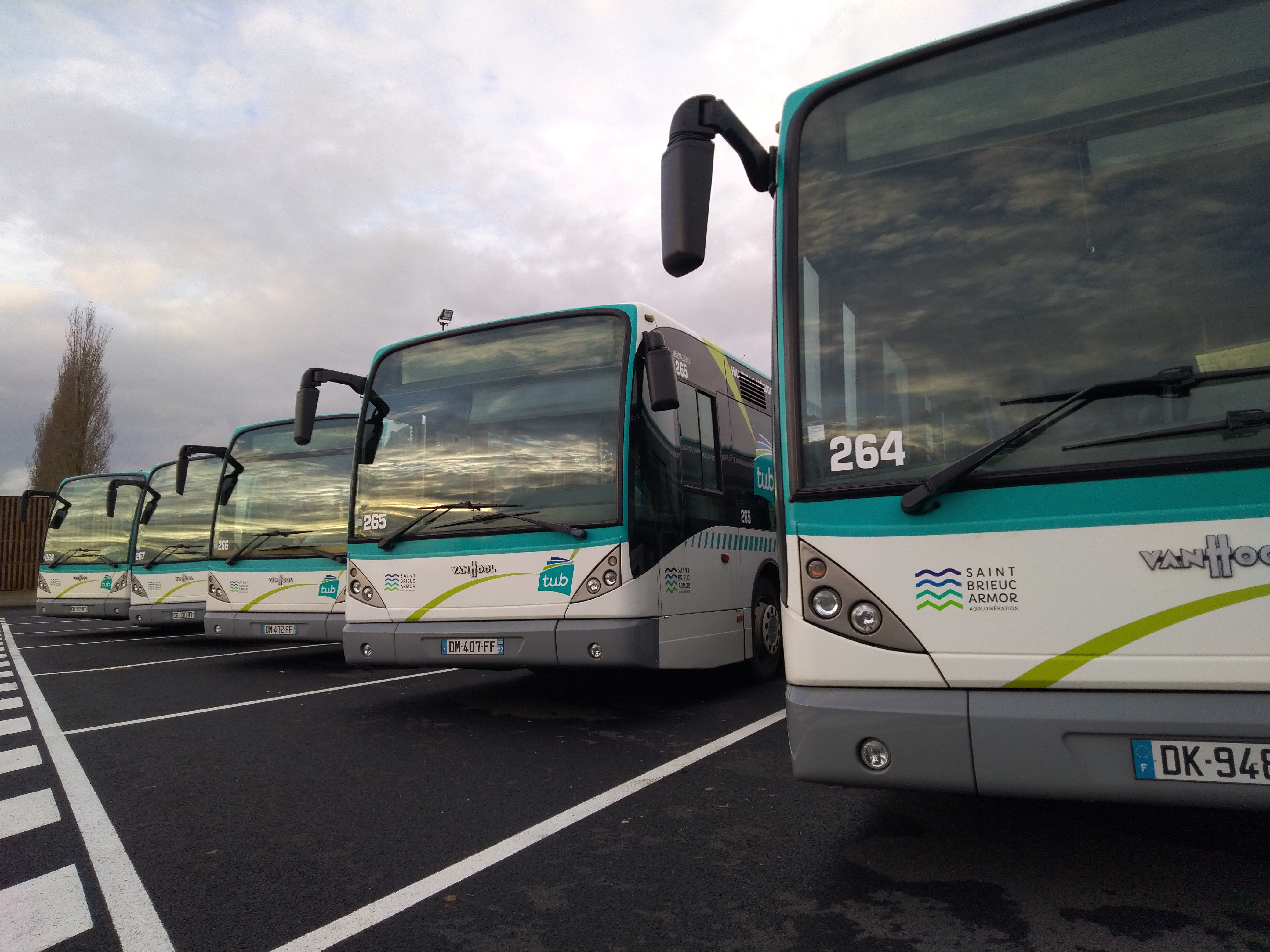
Van Hool NewA330.

Le 2 janvier 2003, la montée par la porte avant entre en application. La CABRI achète deux Van Hool NewA330 (nos 264 et 265), avec des girouettes à diodes et deux Agora L supplémentaires (nos 306 et 307). Rouillard achète un Setra S 315 NF neuf, le no 504.
En mars 2004, la CAT achète d'occasion 3 PR 100.2 (nos 403, 404 et 407). La CAT réceptionne un PR 112 d'occasion, le no 408. En novembre, la CABRI acquiert trois newA330 nos 266 à 268.
Le 1er janvier 2007, la société Keolis passe le flambeau à Transdev pour exploiter le réseau des Transports urbains briochins pour une durée de six ans via la société Saint-Brieuc Mobilités qui remplace Keolis Saint-Brieuc.
Le 17 août 2009, le réseau est intégralement restructuré autour de quatre lignes principales avec des fréquences allant de 12 à 15 minutes,.
L'été 2011 voit la mise en place d'un nouveau site internet.
Le 3 septembre 2012, la nouvelle gare urbaine, située devant le centre commercial des Champs, est mise en service. Le réseau voit la ligne B devenir la première ligne accessible aux personnes à mobilité réduite.
Le 1er janvier 2013, la société Veolia Transdev, nouveau nom de Transdev depuis 2011, et qui exploitait le réseau via sa filiale Saint-Brieuc Mobilités en perd l'exploitation. En effet, au cours du conseil communautaire du 8 novembre 2012 et à la suite d'une délibération votée le 29 mars 2012, Saint-Brieuc Agglomération a décidé de créer une Société publique locale (SPL) nommée Baie d'Armor Transports qui exploite le réseau à compter de cette date et pour une durée de dix ans via un contrat d'« Obligations de service public ».
Originellement prévue pour le 12 novembre 2014, la déviation des lignes A, C, 10 et 100 par le premier tronçon du futur Transport Est-Ouest a été repoussée au 23 février 2015.
Le 6 juillet 2015, début de l'équipement de la ligne A en autobus articulés Iveco Bus Urbanway 18, qui s'est étalé jusqu'en février 2016.
Le 1er janvier 2016, le nombre de communes desservies passe de 14 à 13 à la suite de l'intégration de la commune de Tréméloir au sein de la commune de Pordic. Le 3 juillet 2017, à la suite de la mise en service de la LGV Bretagne-Pays de la Loire, le réseau voit les lignes A à C adaptées de façon à assurer la correspondance avec le premier TGV de la journée, le service commence désormais vers 5 h du matin contre 5 h 30 auparavant. De plus, deux navettes provisoires sont mises en place, afin de promouvoir le patrimoine touristique de l'agglomération, toujours à l'occasion de la mise en service de la LGV : la première relie Saint-Brieuc à Quintin les mardis et jeudis jusqu'à fin août, la seconde dite « week-end » fonctionnera jusqu'en novembre entre Saint-Brieuc, Binic - Etables-sur-Mer et Saint-Quay-Portrieux, à l'aller les jeudis et vendredis et le dimanche en sens inverse pour revenir à Saint-Brieuc.

### Extensions du réseau en 2017 et 2018
Les transports en commun sont une des compétences obligatoires exercées par Saint-Brieuc Armor Agglomération d'après l'article L. 5216-5 du Code général des collectivités territoriales. Dans le cadre de la loi NOTRe et de l'acte III de la décentralisation, le schéma de coopération intercommunale des Côtes-d'Armor, comme des autres départements français, est modifié afin de respecter un seuil minimal de 15 000 habitants au lieu de 5 000 actuellement. Le nouveau schéma a été adopté le 29 mars 2016, est entré en application le 1er janvier 2017 avec la création de Saint-Brieuc Armor Agglomération par fusion de Saint-Brieuc Agglomération avec les communautés de communes de Quintin Communauté, du Sud Goëlo, Centre Armor Puissance 4 et l'intégration de la commune de Saint-Carreuc soit 32 communes au lieu de 13 précédemment.
Saint-Brieuc Armor Agglomération exerce de fait l'ensemble de ses compétences, incluant les transports en commun, sur ce nouveau périmètre dont les offres de transport existantes sont, en sus du réseau TUB, : Les lignes 1, 5 et 7 du réseau Ti'Bus, cette dernière reliant Saint-Brieuc à Plœuc-L'Hermitage se retrouve intégralement au sein de la nouvelle intercommunalité et le service de transport à la demande « Trans'Com des 3 monts » couvrant Quintin Communauté et Centre Armor Puissance 4.
Le 2 janvier 2017, des communes limitrophes de l'ancienne agglomération (Saint-Carreuc, Plaintel, Plaine-Haute, Lantic) bénéficient du service Taxitub pour rejoindre les lignes déjà existantes :
- de Saint-Carreuc vers la ligne 70 à Plédran ;
- de Plaintel et Plaine-Haute vers la ligne 40 à Saint-Julien ;
- de Lantic vers la ligne 1 du réseau Ti'Bus à Binic - Etables-sur-Mer.

Le 4 septembre 2017 le nouveau réseau est mis en place : le TaxiTUB — ainsi que le « Trans'Com des 3 monts » — est remplacé par un nouveau service de transport à la demande nommé ProxiTUB qui dessert les 32 communes de Saint-Brieuc Armor Agglomération, tandis que MobiTUB est étendu aux nouvelles communes,. Une navette desservant le centre-ville est mise en place, elle remplacera partiellement la ligne 4 ; cette navette est gratuite, effectuée avec un minibus, un autre minibus, électrique, sera en expérimentation durant deux ans afin de desservir le centre-ville. De nombreuses lignes sont également modifiées avec notamment une diamétralisation des lignes structurantes qui donnera naissance à une nouvelle ligne B relira Langueux à Ploufragan via la gare de Saint-Brieuc et une nouvelle ligne D relira Plérin à Trégueux via le Légué (par fusion avec les anciennes lignes 20 et 30), la gare et Brézillet. La ligne 10 devient la ligne E et de ce fait la 5e ligne structurante et une renumérotation des lignes est effectuée, afin de faire correspondre le chiffre des dizaines au numéro de la ligne Ti'Bus — actuel réseau BreizhGo — assurant une desserte complémentaire.
Le 3 septembre 2018, le réseau TUB reprend la ligne 7 du réseau BreizhGo et étend son réseau scolaire à l'ensemble de l'agglomération ; en outre, le réseau Noc'Tub est réorganisé autour de trois lignes (N1 à N3).

### Transition énergétique

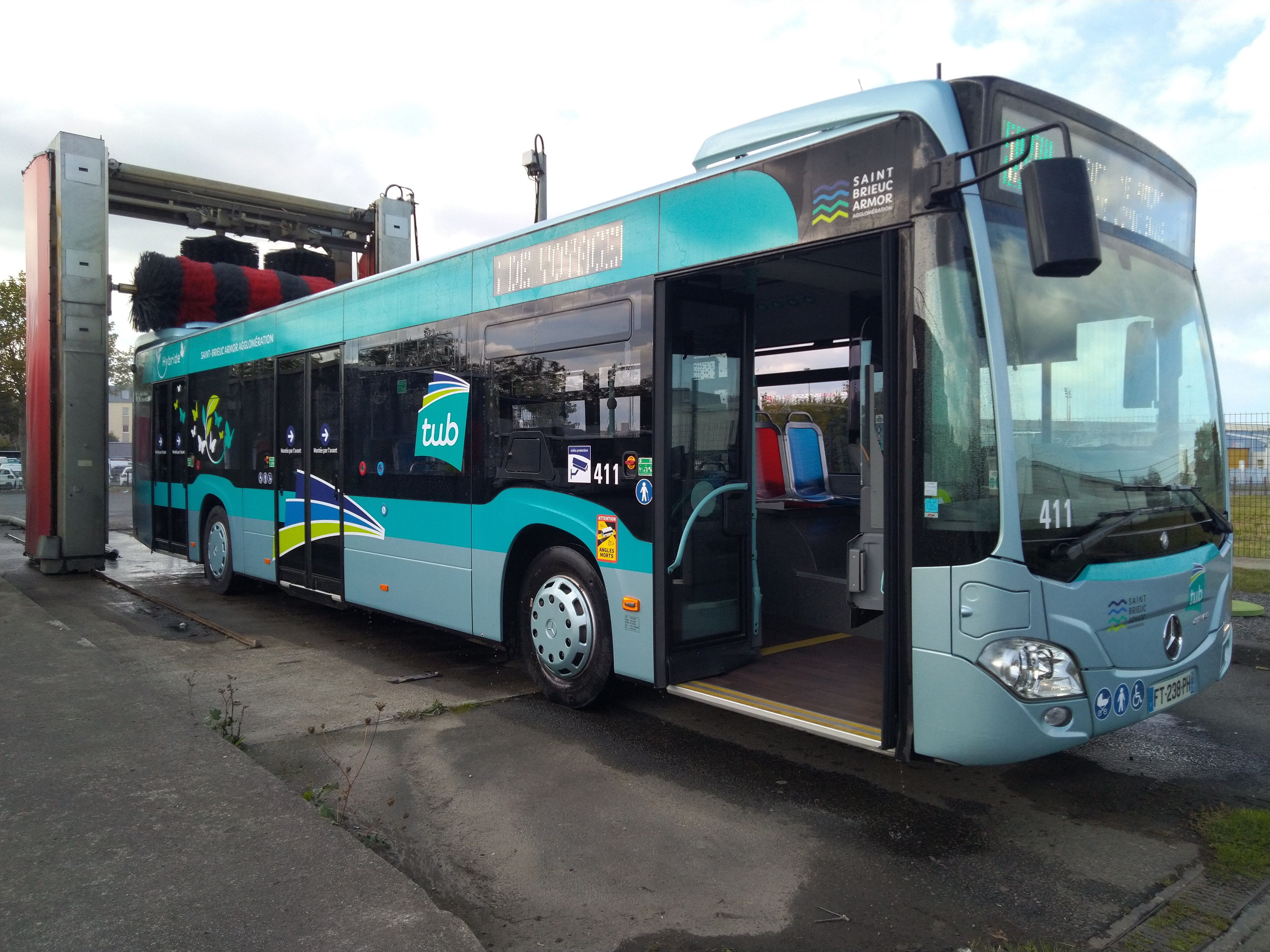
Un des quatre Mercedes-Benz Citaro C2 HYB du réseau.

À l'aube des années 2020, une transition énergétique s'engage dans de nombreuses agglomérations françaises, dont celle de Saint-Brieuc : un Irisbus Citelis 12 Hybrid est ainsi essayé en 2018 afin de tester un mode alternatif au 100 % Diesel et débouche en janvier 2020 sur l'achat de trois Mercedes-Benz Citaro « Mild-hydrid » qui intègrent le parc du délégataire,. Fin 2020, ce sera également au tour de la CAT 22 d'acheter un véhicule hybride. À noter d'une centrale de production d'hydrogène serait construite d'ici 2023 dans le secteur des Plaines-Villes, elle permettrait notamment de fournir en énergie d'éventuels bus à hydrogène. En septembre 2022, l'entreprise Rouillard a en location un Volvo 7900 hybride avec alternance de carburant gazole/colza[réf. nécessaire].

## Le réseau

### Présentation

Carte des Côtes-d'Armor avec Saint-Brieuc Armor Agglomération en rouge. Le bleu représente le réseau urbain TUB actuel.

Le réseau de bus a pris son organisation actuelle à la suite de la restructuration du 4 septembre 2017, en lien avec l'extension du périmètre de transport urbain et les travaux du Transport Est-Ouest (ligne BHNS).
Le réseau dessert les trente-deux communes de Saint-Brieuc Armor Agglomération, soit environ 151 000 habitants : 
- Ville principale : Saint-Brieuc ;
- Première couronne : Langueux, Plérin, Ploufragan, Trégueux ;
- Seconde couronne : Hillion, La Méaugon, Plédran, Pordic, Saint-Donan, Saint-Julien, Trémuson, Yffiniac ;
- Autres villes importantes : Binic-Étables-sur-Mer, Plaintel, Plœuc-L'Hermitage, Quintin, Saint-Quay-Portrieux ;
- Autres communes à faible densité : Le Bodéo, Le Fœil, La Harmoye, Lanfains, Lantic, Le Leslay, Plaine-Haute, Plourhan, Saint-Brandan, Saint-Bihy, Saint-Carreuc, Saint-Gildas, Tréveneuc et Le Vieux-Bourg.

Les communes ci-dessous sont des anciennes communes rattachées à d'autres, à la suite de la réforme du 1er janvier 2016 :
- Binic : fait désormais partie de la commune de Binic-Étables-sur-Mer ;
- Étables-sur-Mer : fait désormais partie de la commune de Binic-Étables-sur-Mer ;
- L'Hermitage-Lorge : fait désormais partie de la commune de Plœuc-L'Hermitage ;
- Plœuc-sur-Lié : fait désormais partie de la commune de Plœuc-L'Hermitage ;
- Pordic (commune déléguée) : fait désormais partie de la commune de Pordic ;
- Tréméloir : fait désormais partie de la commune de Pordic.

Le réseau urbain dessert actuellement les deux premières couronnes, soit treize communes avec Saint-Brieuc. Cependant, la tarification TUB et le mobilier urbain dépendent de l'agglomération actuelle. Les lignes interurbaines BreizhGo passant dans l'agglomération y sont donc contraints.

### Les lignes
Le réseau est composé au 3 septembre 2018 de plusieurs familles de lignes :

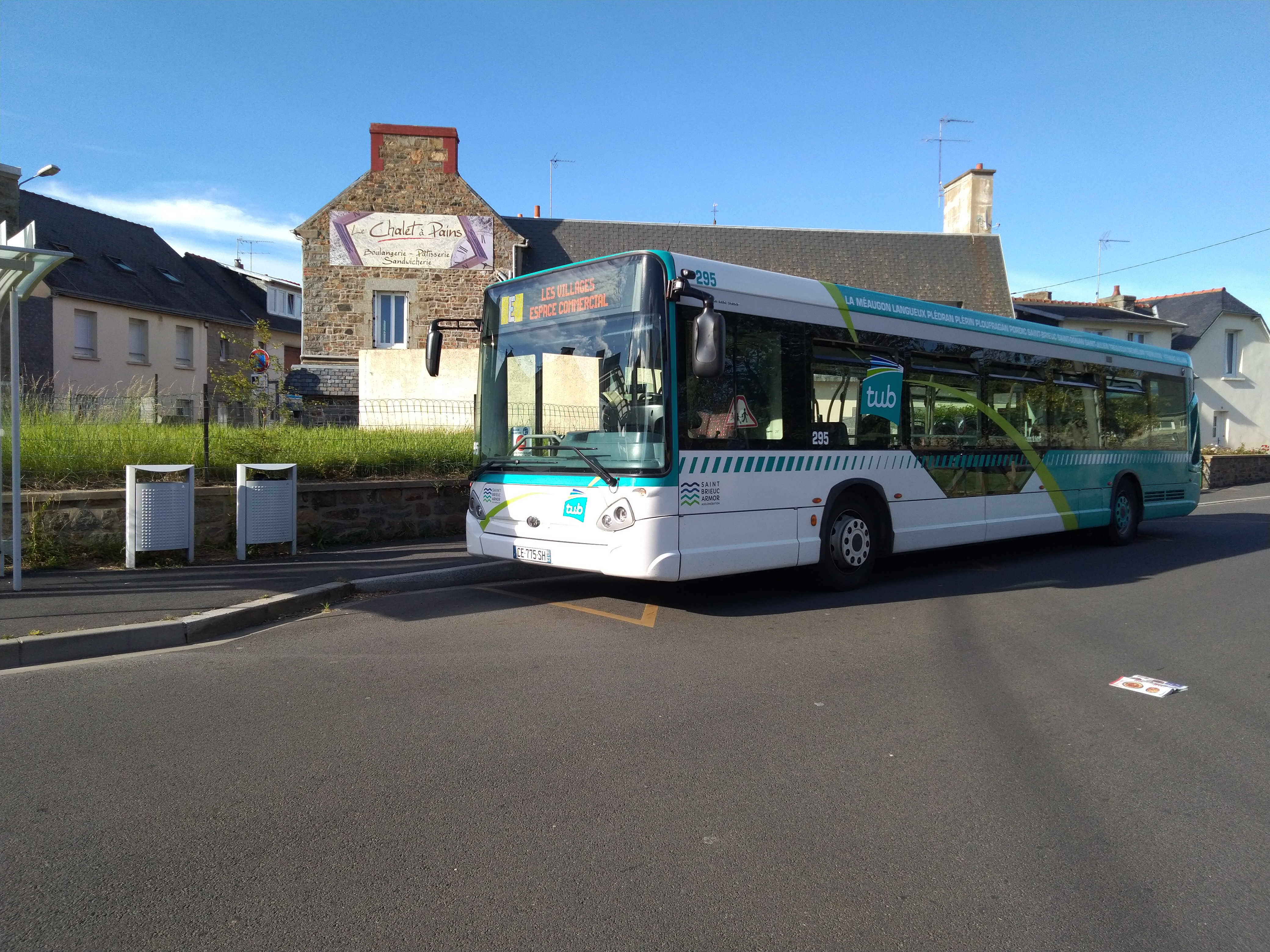
Un Heuliez GX 327 sur la ligne E.

- Les lignes principales, nommées « Chrono'TUB » (A, B, C, D et E) ;
- Les lignes secondaires, indicées avec un à trois chiffres et incrémentée sauf exception de dix en dix (7, 10, 20, 30, 40, 50, 60, 70, 80, 90, 100, 120 et 130). À noter que la ligne 7 est une ex-ligne interurbaine et que toutes les lignes à deux chiffres sont en concordance avec celles du réseau BreizhGo (exemple : la ligne 10 TUB suit le tracé de la ligne 1, la ligne 50 TUB suit le tracé de la ligne 5...) ;
- la navette de centre-ville ;
- La ligne estivale vers la plage des Rosaires (R) ;
- Les lignes matinales « Bon matin », fonctionnant de 5 h à 6 h, en correspondance avec le premier TGV de la journée à 6 h depuis Paris (M1, M2 et M3) ;

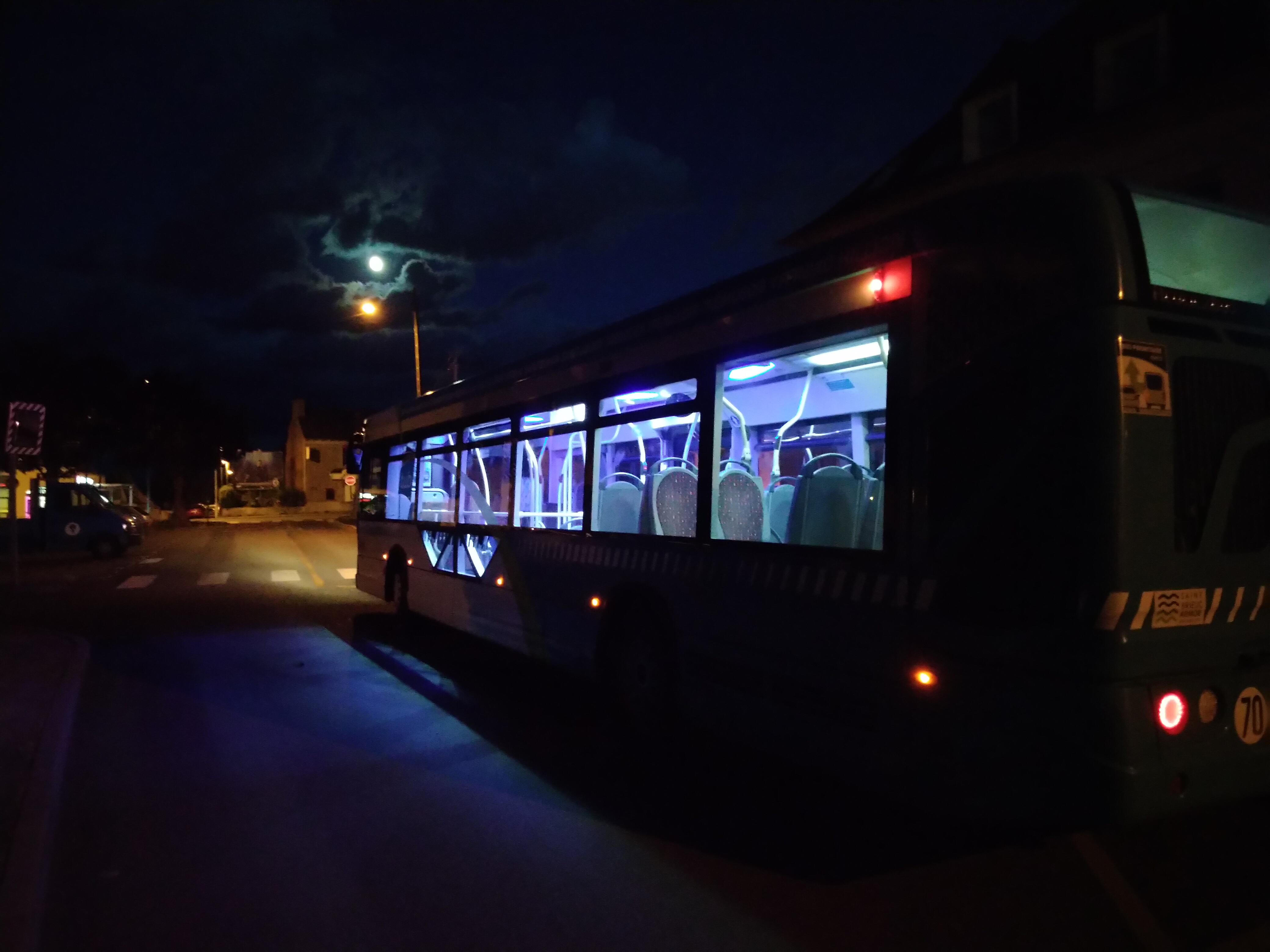
Un bus au départ de la ligne N1 vers les 22h00.

- Les lignes de soirée « Noc'TUB » fonctionnant après 20 h 30 (N1, N2 et N3) ;
- Les lignes des dimanches et jours fériés (DF1, DF2 et DF3).

On retrouve aussi plusieurs services spéciaux :
- Les lignes « TUB'Express », assurant la desserte des lycées de l'agglomération mais ouvertes à tous les voyageurs ;
- Les services spéciaux scolaires, assurant principalement la desserte des collèges de l'agglomération mais ouvertes à tous les voyageurs ;
- Les lignes réservées aux élèves des écoles de Plédran et Pordic.

### Autres types de mobilités

#### ProxiTUB
Le 4 septembre 2017, le TaxiTUB disparaît au profit de ProxiTUB, un nouveau service de transport à la demande (TAD) couvrant les 32 communes de Saint-Brieuc Armor Agglomération et reposant sur le principe d'une desserte d'un arrêt situé dans une zone à un arrêt « relais » servant de point de correspondance avec une ligne régulière TUB ou BreizhGo. Chaque commune peut être découpée en une ou plusieurs zones.

#### MobiTUB
Les personnes handicapées ayant un taux d'invalidité de 80 % et présentant un handicap moteur et/ou visuel ne pouvant utiliser le réseau régulier disposent d'un service permettant de pallier cette impossibilité : le MobiTUB,.
L'accès au service se fait sur adhésion et après étude de chaque dossier par une commission d'accès. Au fur et à mesure de la mise en accessibilité du réseau, les conditions d'accès devraient évoluer pour prioriser l'accès au service dans les zones ou la mise en accessibilité n'est pas encore réalisée ou ne peut l'être.
Ce service fonctionne sur réservation téléphonique à l'aide de minibus spéciaux sur le principe du « porte-à-porte », le bus s'arrêtant aux adresses de départ et d'arrivée définies par l'utilisateur,. Le service fonctionne du lundi au samedi de 7 h 0 à 22 h 30 et est accessible avec l'ensemble de la gamme tarifaire TUB.
Jusque 2015, le service était exploité par SynerGIHP Bretagne et fonctionnait avec douze minibus et treize conducteurs.
Depuis février 2015, le service Mobitub est géré par la SPL Baie d'Armor Transports et confié pour la partie exploitation à la société coopérative Titi Floris.

#### DomiTUB
Depuis juillet 2019, ce service de transport de porte à porte, permet aux seniors (de 70 ans et +) résidant dans les quinze communes du secteur sud de l'agglomération de Saint Brieuc de pouvoir ci déplacer. Les communes concernées sont Lanfains, La Harmoye, Le Bodéo, Le Fœil, Le Leslay, Le Vieux-Bourg, Plaine-Haute, Plaintel, Plœuc-L'Hermitage, Quintin, Saint-Bihy, Saint-Brandan, Saint-Carreuc, Saint-Donan et Saint-Gildas.

#### Rou'libre

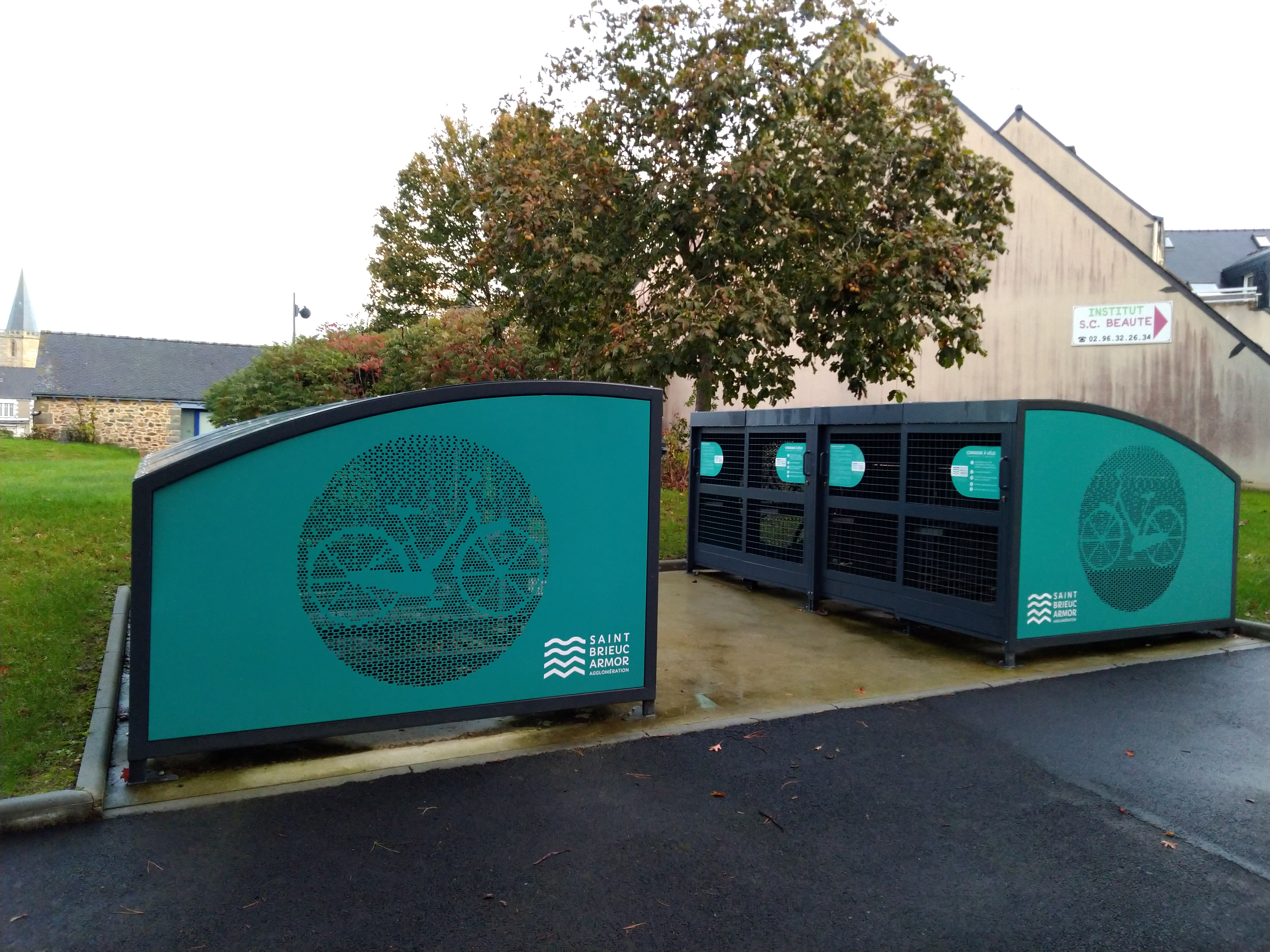
Garage à vélo à Hillion.

Géré par agglomération, ce service propose la location de différents types de vélo pour des courtes ou longues durées (jour, week-end, semaine, mois ou trimestre). Les types de vélos sont classique, électrique, tandem ou enfant ; une remorque peut également être disponible. Les gilets, casques, sièges enfants et services d'entretiens et de réparations sont également proposés. Les vélos sont disponibles dans la Maison du vélo sur le parvis nord de la gare SNCF.

### Gare urbaine et pôle d'échanges

#### Gare urbaine
La gare urbaine est un lieu de correspondance entre les lignes du réseau TUB ; elle est située dans le centre-ville de Saint-Brieuc. Elle est le point central du réseau TUB depuis sa création. Elle a eu plusieurs emplacements depuis 1949 :
- place du Champ de Mars (1949-2007) :
  - rue Sainte-Barbe (1949-1950) ;
  - rue Saint-François (1950-1990) ;
  - rue du 71e Régiment d'Infanterie (1990-2007).
- place Du Guesclin (années 1980 à début 1990) ;
- rue du Combat des Trente (2007-2019) ;
- boulevard Clemenceau (2007-2019) ;
- rue du 71e Régiment d'Infanterie (2012-2019).

Dès 1977, la place du Champ de Mars a été envisagée pour accueillir un centre commercial, ce qui obligerait la gare urbaine à déménager. Ce projet ne commencera vraiment à voir le jour qu'en 2000 sous l'impulsion du maire de l'époque, Claude Saunier, qui prévoyait alors une livraison en 2004. La gare urbaine aurait alors été déplacée sur la place Salvador-Allende (actuel jardin de la place Allende, près du centre commercial Les Champs).
Mais en 2001, le nouveau maire Bruno Joncour abandonne le projet de l'ancienne municipalité pour le remplacer par un autre « avec un aménagement urbain global intégrant les abords du centre commercial » dont les travaux ne commencèrent qu'en 2007, époque où la gare urbaine quitta définitivement son emplacement historique, pour une ouverture en septembre 2009. Elle a été déplacée sur deux emplacements : rue du Combat des Trente et boulevard Clemenceau, à proximité de son ancien emplacement. La rue du Combat des Trente recevra alors plus de véhicules de prévue car elle accueille également quelques lignes du réseau Ti'Bus qui était déjà présent les années 1970 avec l'ancien réseau du Conseil Général.
Mais dès 2008, les habitants de la résidence « Les Navigateurs » de la rue du Combat des Trente se sont plaints des nuisances sonores engendrées par les bus. Pour tenter de remédier à cela, de nouveaux quais ont été construits rue du 71e RI, au sud du Centre commercial Les Champs, et inaugurés le 6 septembre 2012. Ces travaux, retardés par des problèmes de fissures sur la dalle du parking du centre commercial et ayant permis le réaménagement de la rue, ont duré six mois et ont coûté 900 000 €.
Le 7 janvier 2013, la gare urbaine a pris une nouvelle configuration avec le déplacement des derniers arrêts de lignes régulières situés rue du Combat des Trente vers les autres quais de la gare urbaine (rue du 71e RI et boulevard Clemenceau), ne laissant que les lignes scolaires et départementales.
À la suite des travaux de la deuxième phase des aménagements de TEO (Transport Est-Ouest), la gare urbaine à proprement dit, au 2 septembre 2019, est supprimée et divisée sur quatre lieux différents et est composée de dix quais :
- à l'ouest : les quais 1 et 2 situés rue du 71e régiment d'infanterie devant le centre commercial Les Champs, et composés de deux abribus ;
- au sud : les quais 3, 4, 5 et 6 situés boulevard Clemenceau, et composés de quatre abribus ;
- à l'est : les quais 7 et 8 situés rue du Combat des Trente, devant le PointTUB, et composés de deux abribus ;
- à l'extrême l'ouest : les quais 9 et 10 situés rue du 71e régiment d'infanterie devant le centre administratif de l'Agglomération, et composés de deux poteaux.

#### Pôle d'échanges multimodal

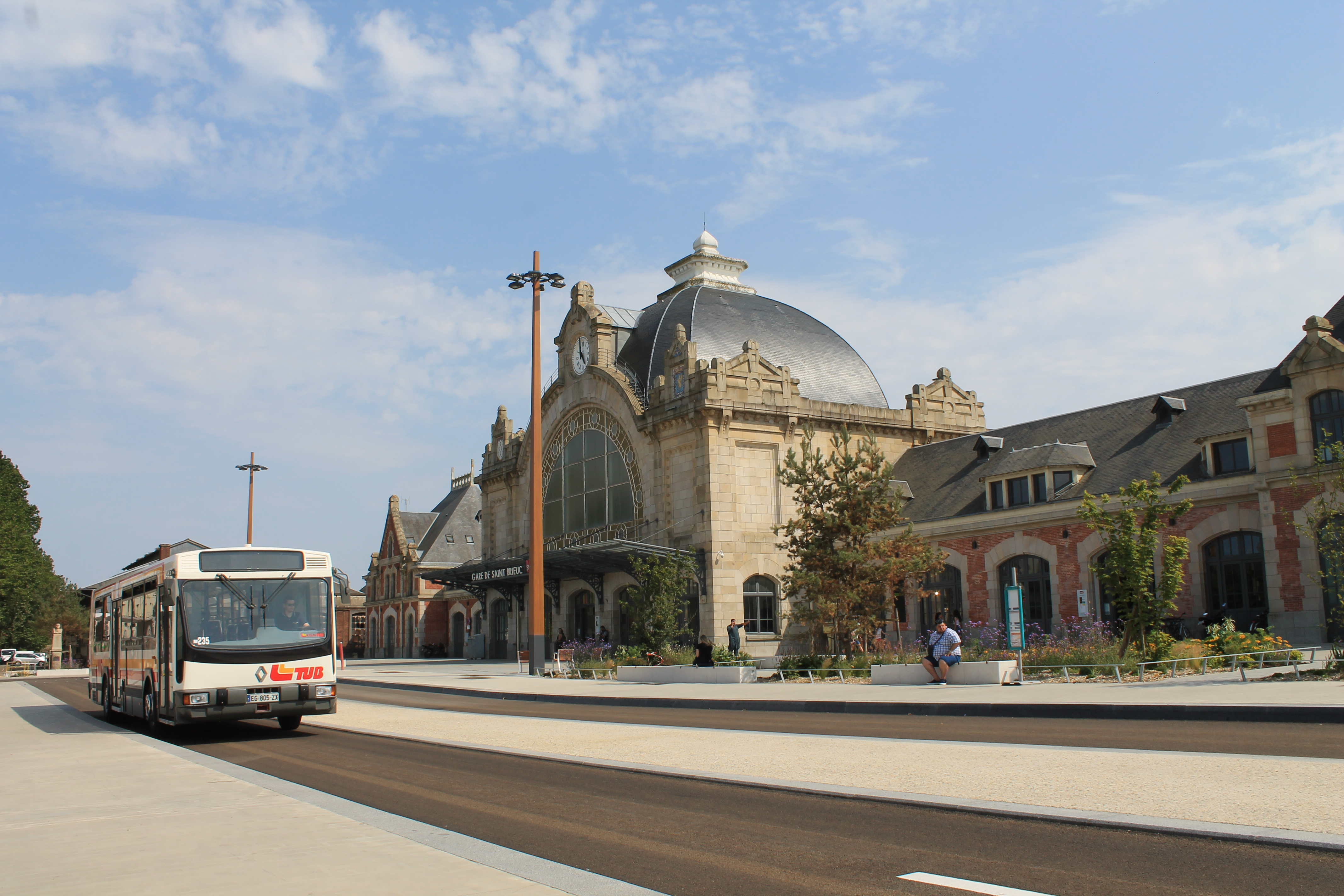
La gare de Saint-Brieuc, emplacement du pôle d'échanges multimodal.

Lié à la fois à la réalisation du projet TEO et à l'ouverture de la LGV Bretagne-Pays de la Loire en 2017 qui permet de relier Saint-Brieuc à Paris en seulement 2 h 10, le pôle d'échanges multimodal complète et désengorge la gare urbaine et a pour but de faciliter les échanges intermodaux entre les réseaux TUB, BreizhGo, TER Bretagne et les différents modes doux comme le vélo.
Il a coûté 27,5 millions d'euros et est porté par sept partenaires : Saint-Brieuc Armor Agglomération, la ville de Saint-Brieuc, l'État, le conseil régional de Bretagne, le conseil départemental des Côtes-d'Armor, Gares & Connexions et SNCF Réseau.
Le pôle d'échange est composé, au 2 septembre 2019, de vingt quais de bus et d'une zone de régulation (les voies de trains, taxi, parkings et dépose minutes ne sont pas mentionnés) :
- au nord (arrêt « Gare Centre ») : les quais 11 à 20 situés Place François Mitterrand, et composés de quatre abribus et de cinq poteaux ;
- au sud (arrêt « Gare Routière Robien ») : les quais 21 à 28 situés Place Jacques Chirac, sous le parking Carnot, et composés de huit poteaux ;
- à l'extrême sud (arrêt « Gare Robien ») : les quais 28 et 30 situés boulevard Carnot, et composés de deux abribus.

La zone de régulation, située au nord près de Gare Centre, sert aux conducteurs de pouvoir se garer en sécurité et sans gêner la circulation pour leurs temps d'arrêts.

### Intermodalité
Huit lignes du réseau régional BreizhGo desservant Saint-Brieuc Armor Agglomération sont accessibles avec un titre de transport TUB à l'intérieur dans son périmètre, plus une ligne routière TER Bretagne :

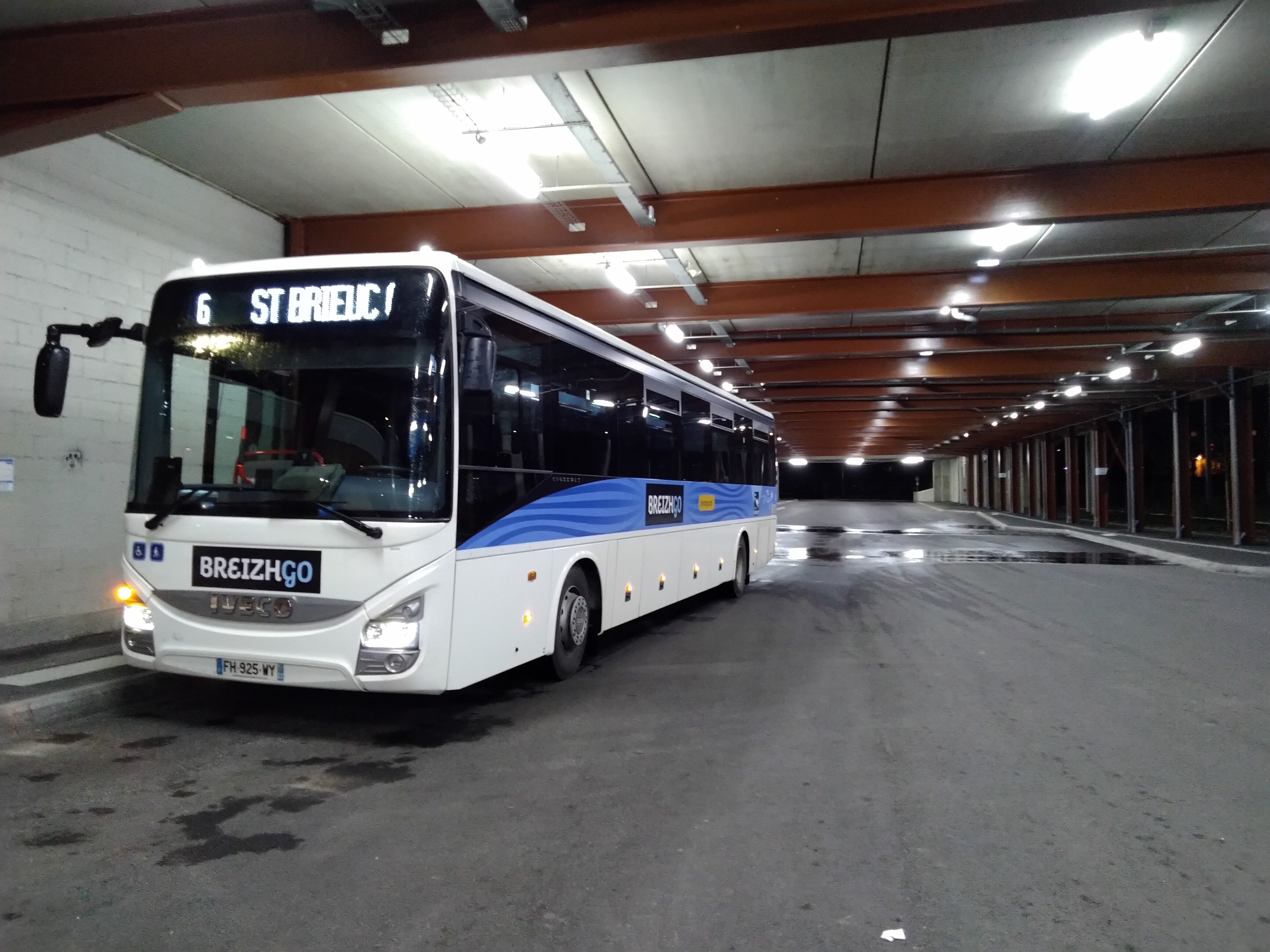
Un véhicule BreizhGo à l'arrêt Gare Routière Robien.

- La ligne 1 entre Saint-Brieuc, Pordic, Binic-Étables-sur-Mer, Saint-Quay-Portrieux et Tréveneuc, en concordance avec la ligne 10 ;
- La ligne 2 entre Saint-Brieuc, Langueux, Yffiniac et Hillion, en concordance avec la ligne 20 ;
- La ligne 3 entre Saint-Brieuc, Langueux, Yffiniac et Hillion, en concordance avec la ligne 30 ;
- La ligne 4 entre Saint-Brieuc, Plérin et Pordic, en concordance avec la ligne 40 ;
- La ligne 5 entre Saint-Brieuc, Ploufragan, Saint-Julien, Plaintel, Saint-Brandan, Quintin et La Harmoye, en concordance avec la ligne 50 ;
- La ligne 6 entre Saint-Brieuc et Trémuson, en concordance avec la ligne 60 ;
- La ligne 8 entre Saint-Brieuc, Trégueux, Langueux, Yffiniac et Plédran, en concordance avec la ligne 80 ;
- La ligne régionale Nord-Sud du réseau TER Bretagne entre Saint-Brieuc, Plaintel et Plœuc-L'Hermitage.

### Arrêts

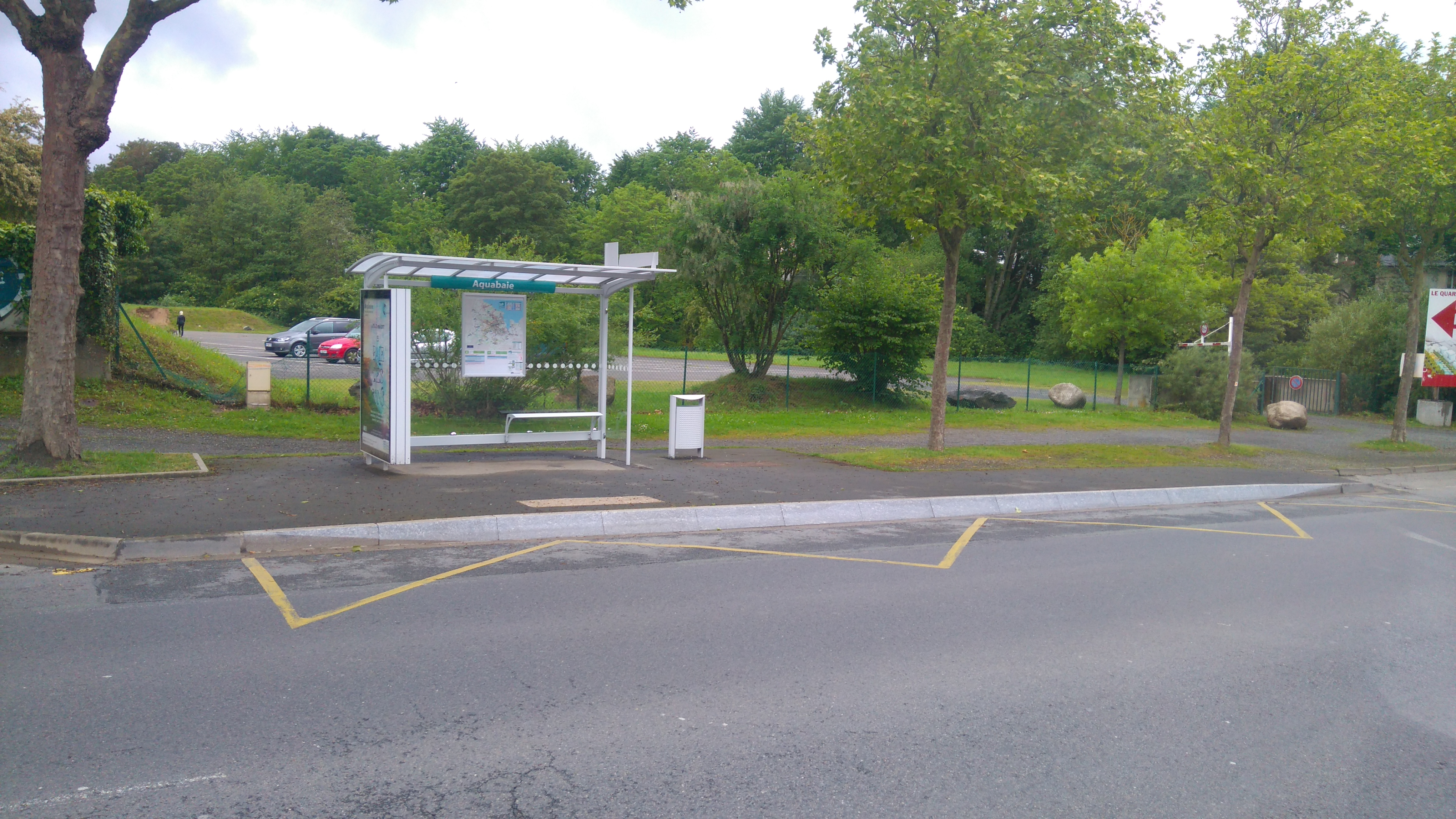
L'arrêt Aquabaie, un arrêt type accessible aux personnes à mobilité réduite.

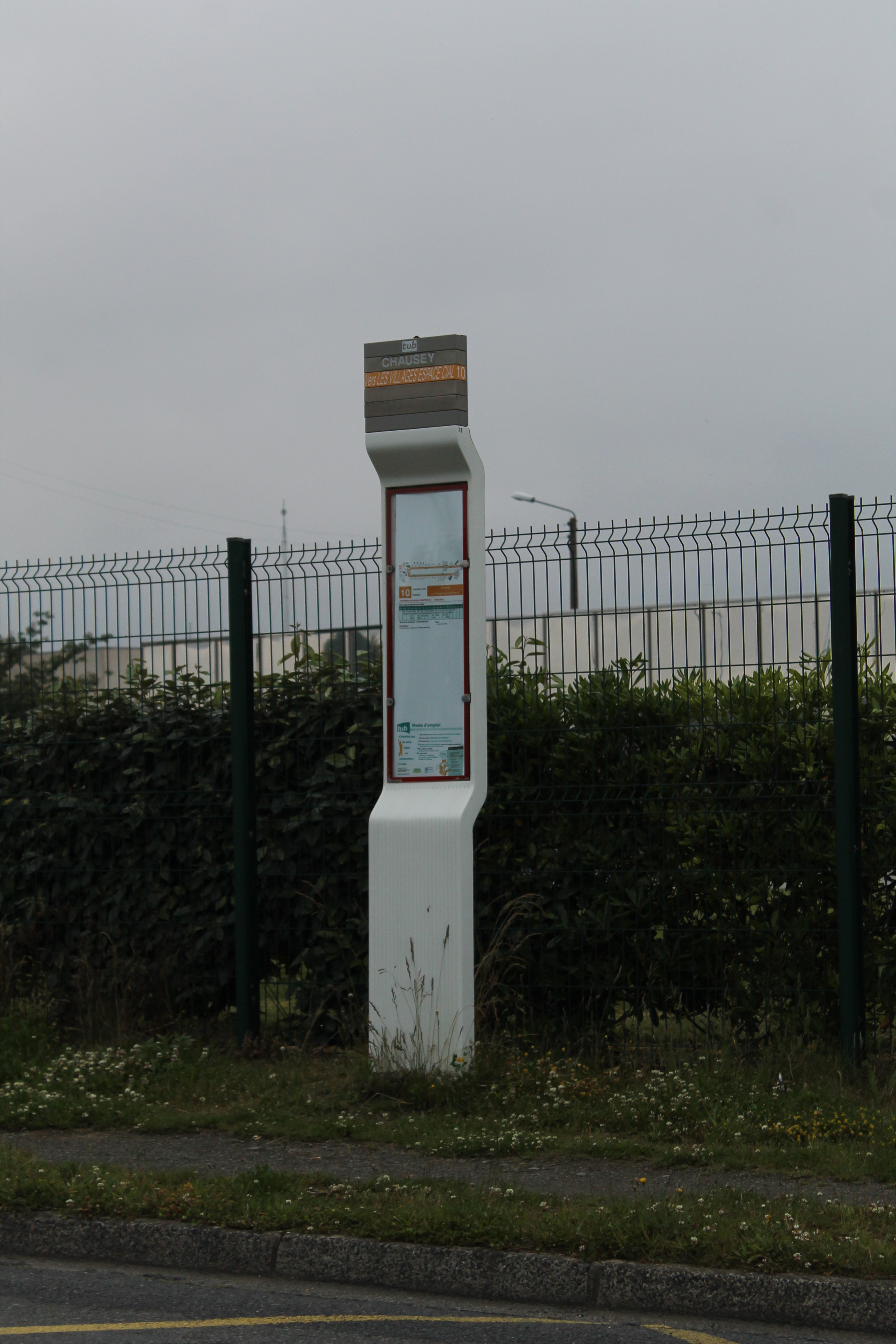
Arrêt Chaussey, sur l'ancienne ligne 10.

Le réseau dispose de 650 arrêt de bus dont 114 équipés d'abribus sur les seules communes de Saint-Brieuc et de Langueux, ; 323 d'entre eux ont été mis aux normes pour l'accès aux personnes à mobilité réduite en septembre 2013. La mise en accessibilité des arrêts a été définie dans le cadre du schéma directeur d'accessibilité voté par Saint-Brieuc Agglomération en 2008, tel que prévu par la loi du 11 février 2005, qui identifiait 143 arrêts prioritaires,.
Le schéma directeur d'accessibilité prévoit la mise aux normes des arrêts selon les critères suivants :
- Privilégier la mise en accessibilité en fonction des dessertes les plus régulièrement demandées par le service MobiTUB ;
- Considérer que les arrêts desservis uniquement par ProxiTUB (ex-TaxiTUB) ne sont pas prioritaires et peuvent être supplés par MobiTUB ;
- Adapter le calendrier de mise en accessibilité avec les projets d'aménagements urbains et le TEO.

Le schéma définit quatre type d'arrêts définissant son accessibilité :
- Une accessibilité dite « totale » s'il n'est pas nécessaire de déployer la palette du bus ;
- Une accessibilité « confortable » si la rampe peut être déployée avec une pente inférieure à 12 % et avec un quai avec une hauteur comprise entre 17 et 20 cm ;
- Une accessibilité « possible » si la rampe peut être déployée mais nécessite d'agenouiller le bus, avec un quai avec une hauteur comprise entre 13 et 17 cm et un accompagnement peut être nécessaire ;
- Si le quai a une hauteur inférieure à 13 cm, l'arrêt est déclaré inaccessible.

Saint-Brieuc Armor Agglomération a fait le choix de rendre le réseau TUB accessible en s'équipant de bus équipés de la palette pour les fauteuils roulants et d'un système d'agenouillement (le bus adapte sa hauteur via le réglage des suspensions) et de quais avec une hauteur comprise entre 17 et 20 cm.
Les 114 abribus de Saint-Brieuc et de Langueux ont été remplacés durant le 1er semestre 2016 à la suite de l'attribution du contrat à la société nantaise Abri-Services au détriment de JCDecaux.

### Identité visuelle

#### Logos
Les TUB eurent en tout un total de six logos. De 1968 à 1985, aucun logo ne sera utilisé.

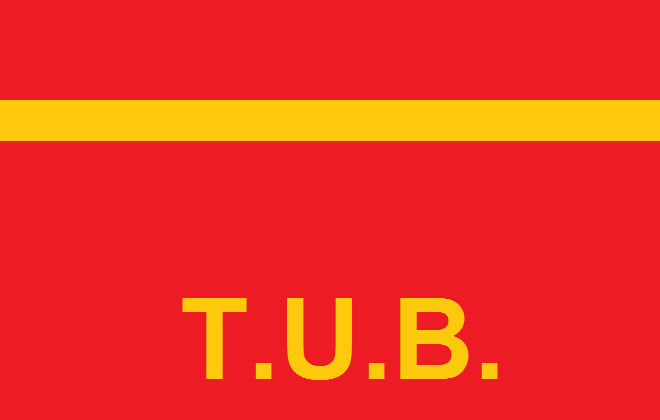
Logo de 1949 à 1968.
Logo de 1985 à 2000.
Logo de 2000 à 2007.
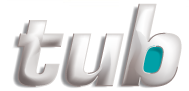
Logo de 2007 à 2013.
Logo de 2013 à 2019.
Logo depuis 2019.

#### Livrée des véhicules
Les TUB ont eu au moins cinq livrées différentes au fil des décennies :
- la première livrée des véhicules, qui a commencé en 1949 lors de la création du réseau, était de couleur rouge avec une bande or. Les cinq premiers véhicules du réseau (Renault Goélette "type R2065" aménagés par le carrossier Gruau) en plus d'autres autobus arrivés après tels que des Berliet PCK 7 ou Renault R4230 en étaient munis ;
- la deuxième, mise en place en 1968 à la suite de la gestion du réseau par la CAT (du groupe Tourisme Verney), sera tout d'abord une bande rouge sur tout le tour du véhicule sur un fond de couleur blanc cassé. Des Verney TC2 seront achetés pour l'occasion. Suivant les années, elle sera légèrement modifiée avec la grosseur de la bande. En 1977, la face avant des véhicules sera peinte d'une couleur spécifique en fonction de la ligne sur laquelle le bus circulait. Cette idée sera de très courte durée.
- En 1985, les véhicules de la troisième livrée étaient peints en blanc et avaient des bandes orange et rouge qui faisaient le tour des véhicules. Elle avait commencé sur douze Renault PR 100 et un CBM 220 ;
- Le 23 décembre 2000, une nouvelle découpe est présentée sur la place du Champ-de-Mars avec trois nouveaux véhicules : des Van Hool A330 surbaissés (bus numérotés 256, 257 et 258). Cette nouvelle découpe fait énormément rajeunir les véhicules comme les PR 100.2. Elle est de couleur blanc sur tout l'avant du véhicule jusqu'à la porte du milieu et bleu clair sur le reste. Les deux couleurs sont séparées par une virgule de couleur verte allant de haut en bas de l'autobus. Cette découpe sera modifiée en septembre 2019 avec l'arrivée des lignes « Chrono'TUB » et le nouveau logo du réseau. Quelques mois avant, la livrée des véhicules est en pleine réflexion à la suite de l'arrivée de nouvelles communes au sein de l'agglomération ainsi que les nouvelles normes du contrôle technique sur les vitres brisables ne devant pas avoir d'adhésif. Plusieurs pistes sont envisagées, dont le changement total de la livrée.
- Avec toutes ces nouveautés, les TUB remplaceront leur livrée bi-couleur par un fond gris métallisé et de nouveaux adhésifs.

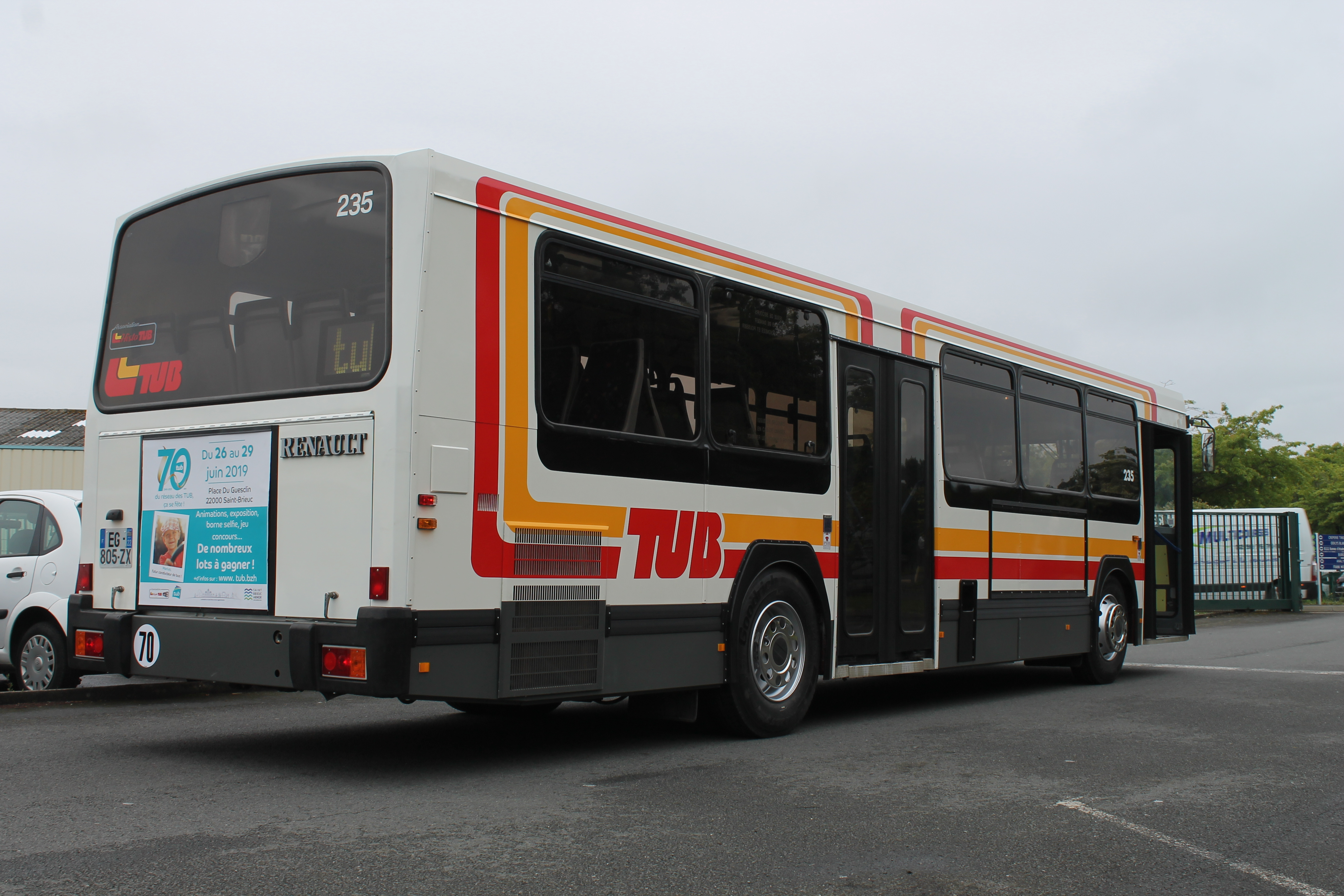
La livrée de 1985.
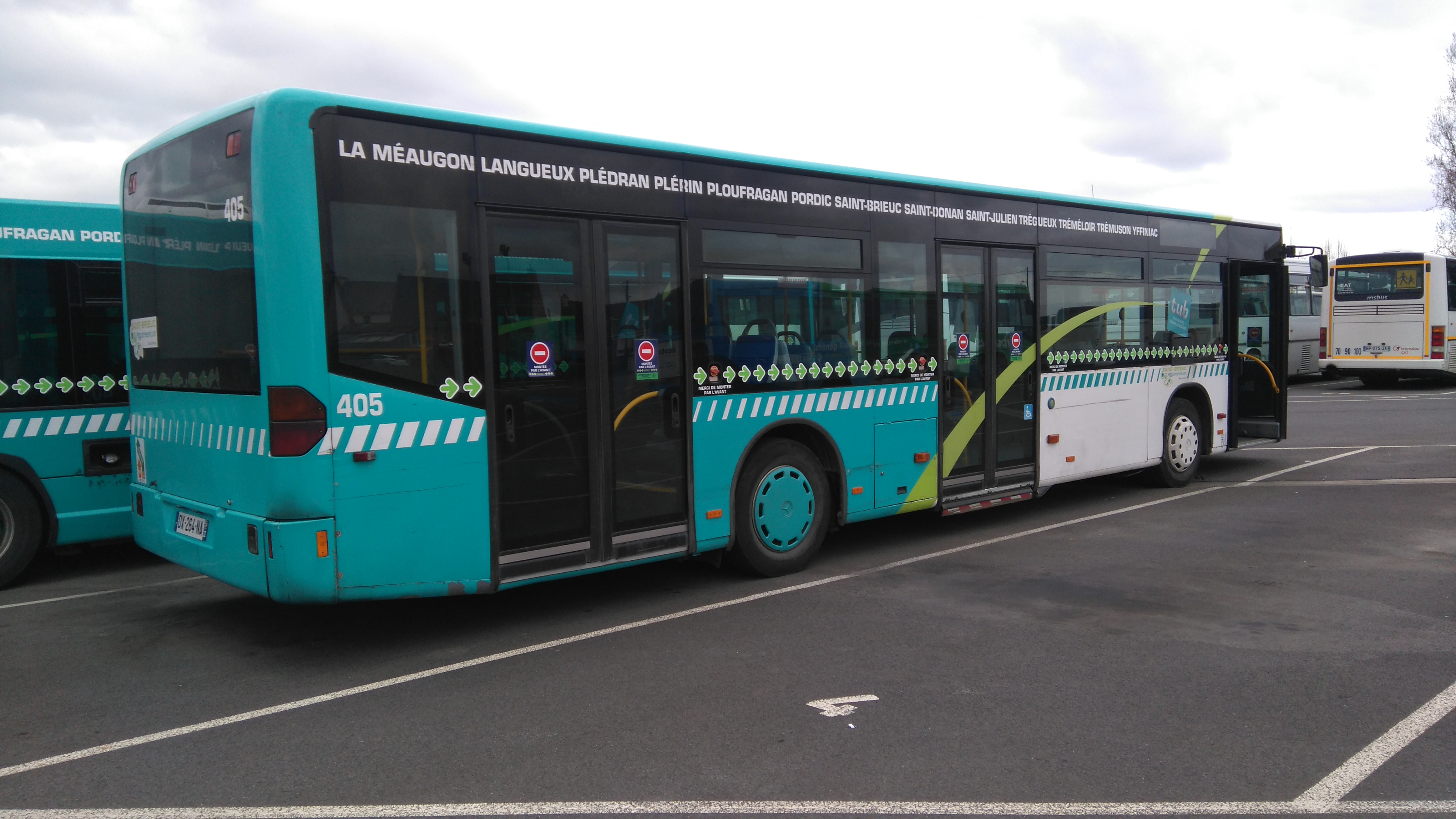
Livrée actuelle, depuis 2000.
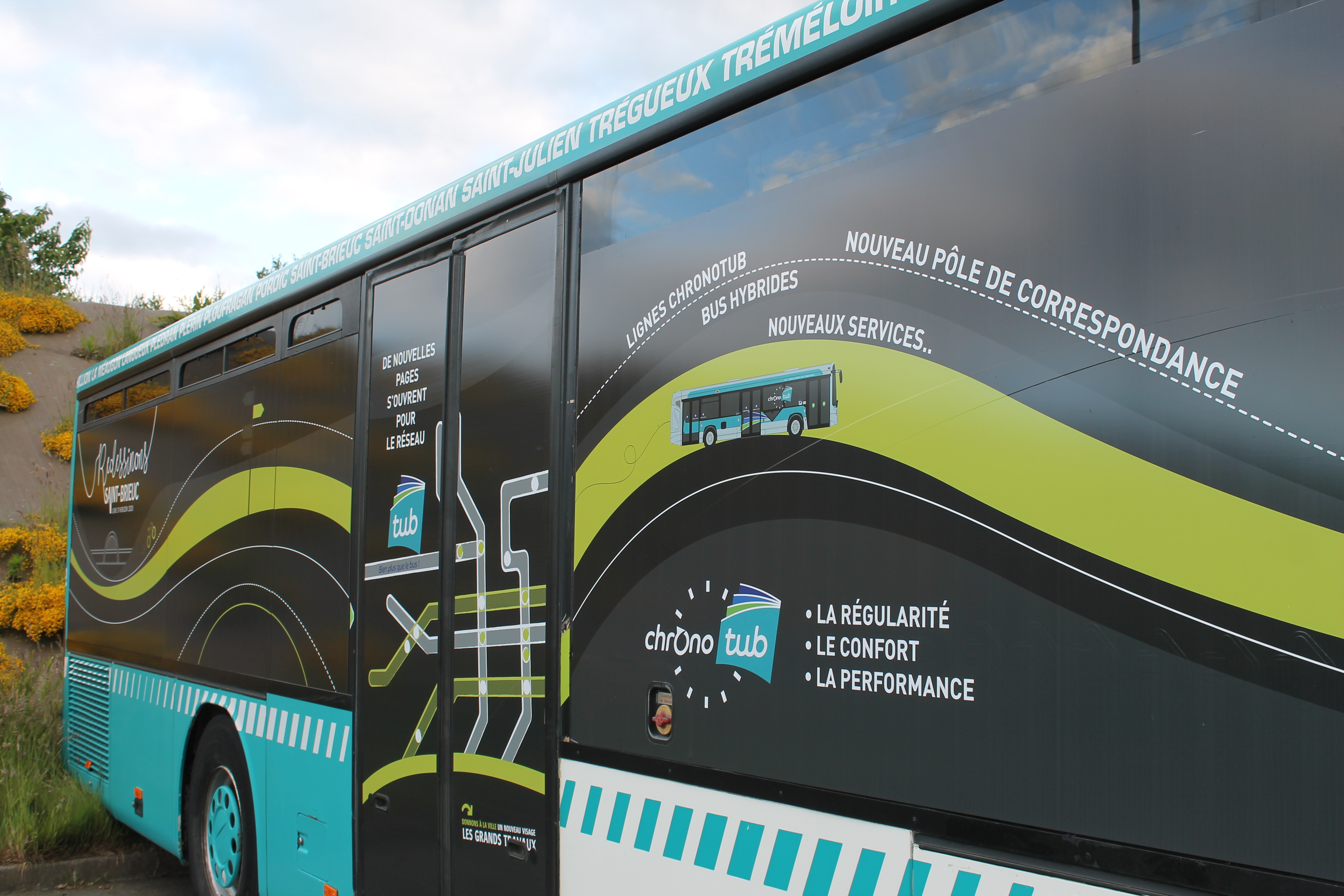
Livrée de présentation de TEO.
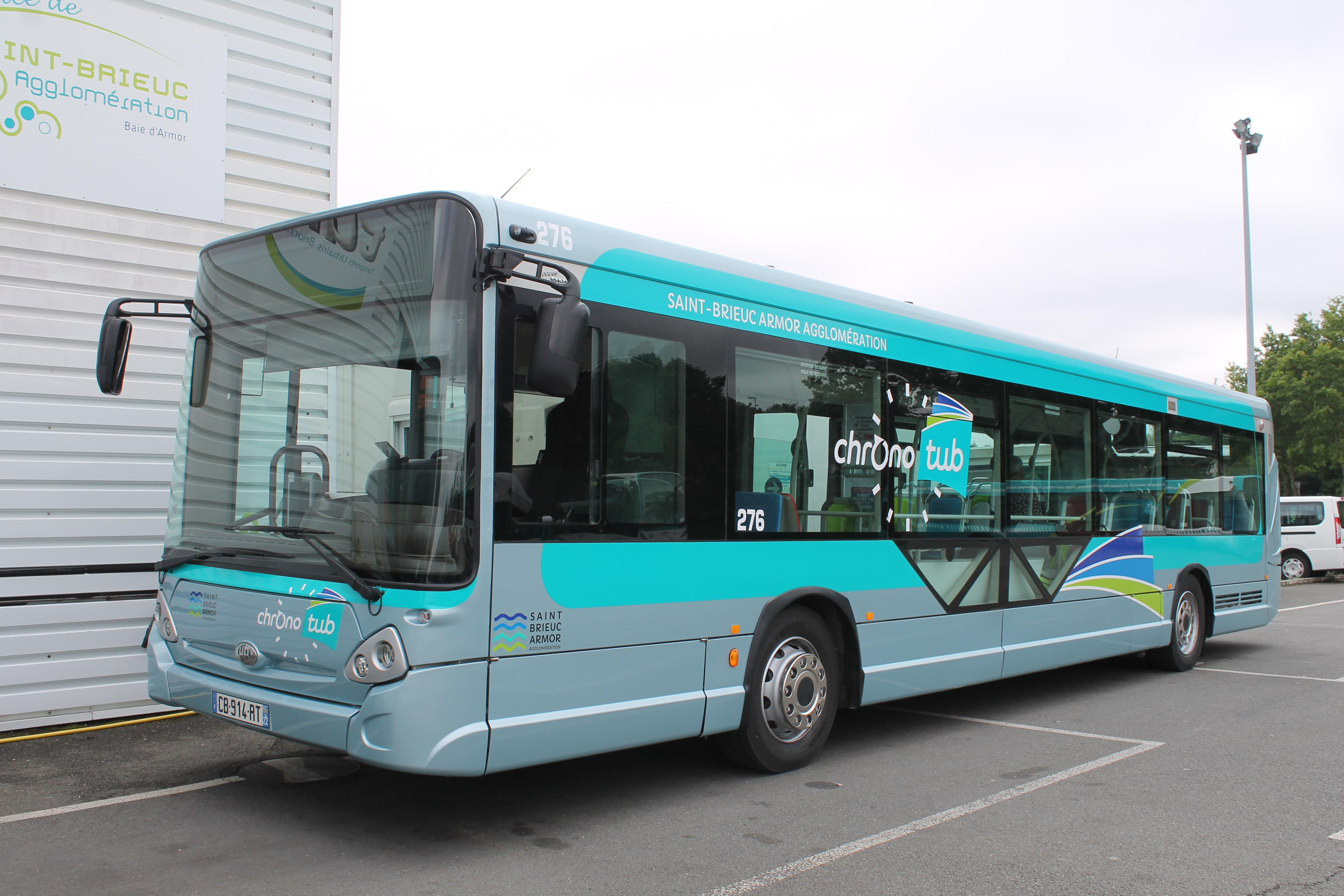
Livrée Chrono'TUB, depuis septembre 2019.

## Projet de transport Est-Ouest

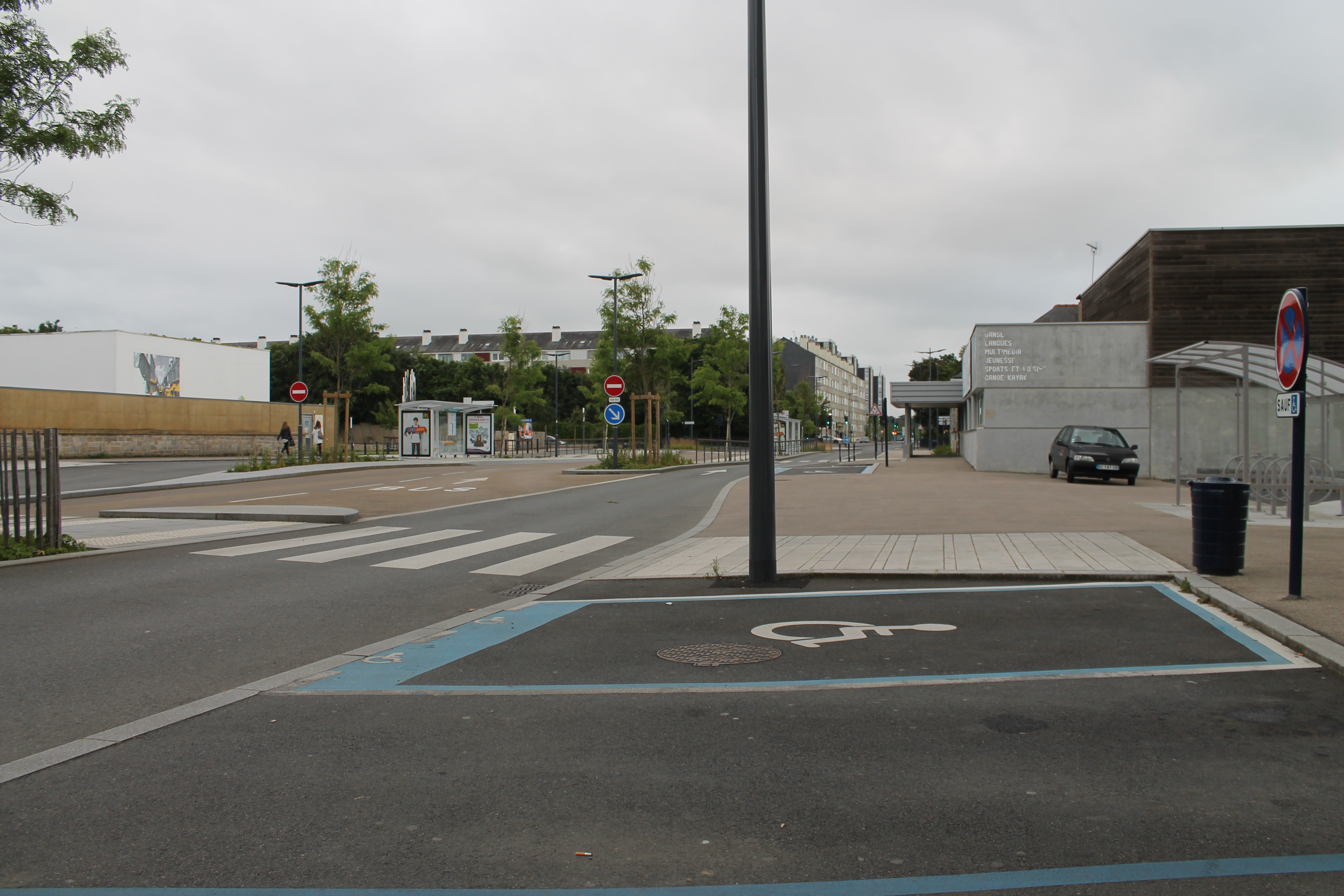
Tronçon TEO - Pôle universitaire.

Baptisé TEO, ce projet de ligne de bus à haut niveau de service partiellement réalisé en site propre a pour objectif d'améliorer les transports en commun dans l'agglomération briochine et devrait complètement voir le jour à l'horizon 2020. La ligne fera 8 km de long et sera composée de 21 stations, avec deux parcs relais de 200 places chacun à chaque terminus, à côté du lycée Chaptal et dans la zone des Plaines Villes à Ploufragan.

## Les exploitants

### Le délégataire
La Société publique locale Baie d'Armor Transports exploite le réseau TUB depuis le 1er janvier 2013 et ce jusqu'au 31 décembre 2022 par un contrat d'« Obligations de service public » (OSP),. Elle compte deux actionnaires, tous deux publics : Saint-Brieuc Armor Agglomération et le conseil départemental des Côtes-d'Armor,.
Ce contrat d'OSP défini les modalités respectives de l'autorité organisatrice (Saint-Brieuc Armor Agglomération) et de l'exploitant (SPL Baie d'Armor Transports).
Les missions de Saint-Brieuc Armor Agglomération portent sur :
- la définition de la politique générale des déplacements sur le périmètre de transport urbain ;
- la définition des services (création, modification ou suppression de lignes, changements d'itinéraires, de services ou d'horaires) ;
- la définition de la politique tarifaire, sur proposition de la SPL ;
- la mise en œuvre d'un contrôle de l'exploitant afin de s'assurer qu'il respecte ses obligations ;
- la réalisation des investissements.

Les missions de la SPL Baie d'Armor Transports, portent sur :
- la mise en œuvre de la politique définie par Saint-Brieuc Armor Agglomération ;
- la gestion des relations institutionnelles et celles avec les usagers et la mise en œuvre des actions d'information auprès de ces derniers ;
- la fourniture des moyens (humains et matériels nécessaires) à l'exploitation du réseau, incluant Mobi'TUB, autres que ceux fournis par l'agglomération ;
- l'entretien et maintenance des véhicules, des biens mis à disposition et du mobilier urbain ;
- le contrôle et gestion des relations avec les sous-traitants ;
- les propositions d'adaptations et études relatives au réseau ;
- la mise en place et gestion des outils et services de mobilités (aux entreprises ou sociale) ;
- l'identification des besoins en termes d'investissements : élaboration de cahiers des charges, suivi des déploiements, etc. ;
- la réalisation des études nécessaires à l'organisation des déplacements.

Ancien logo (2013 à 2019).

### Les sous-traitants
- Les Cars Rouillard, pour les lignes régulières, matinales, nocturnes, dominicales et scolaires ;
- Compagnie Armoricaine de Transport - CAT 22 (filiale du groupe Transdev), pour les renforts de lignes régulières, matinales, nocturnes et scolaires ;
- Le Vacon, pour les lignes scolaires ;
- Titi Floris, pour les services PMR ;
- Jezequel, pour les lignes scolaires ;
- Bouder Voyages, pour les lignes scolaires.

## Exploitation

### Matériel roulant
Il y a environ 90 autobus en service sur le réseau, tout exploitant confondu.
Les numéros de parc s'organisent comme suit :
- 1 à 399 : véhicules de la SPL Baie d'Armor Transports, propriétés de Saint-Brieuc Armor Agglomération :
  - 1 à 99 : véhicules de service ;
  - série 100 : minibus et midibus ;
  - série 200 : autobus standards ;
  - série 300 : autobus articulés ;
- 400 à 499 : véhicules appartenant à la CAT 22 - Transdev ;
- 500 à 599 : véhicules appartenant à Rouillard ;
- 900 à 999 : véhicules de prêt ou de démonstration.

À signaler que les cars faisant du transport scolaire n'ont pas de numéro de parc TUB (exemple des transporteurs Le Vacon, Rouillard et autres) hormis la CAT 22 avec leurs Irisbus Arway n°401 et 402.
Depuis les années 1990, l'exploitant principal BAT rénova entièrement ses véhicules (extérieur, intérieur et mécanique).

À partir de mi-2018, BAT décida, pour l'intérieur de ses véhicules, de remplacer la sellerie tissue par des sièges en plastique afin de limiter les vandalismes mais surtout question de propreté. Tous les véhicules autobus neufs seront désormais équipés de ce type de siège ainsi que les véhicules qui subiront une restauration totale.

#### Les véhicules actuels

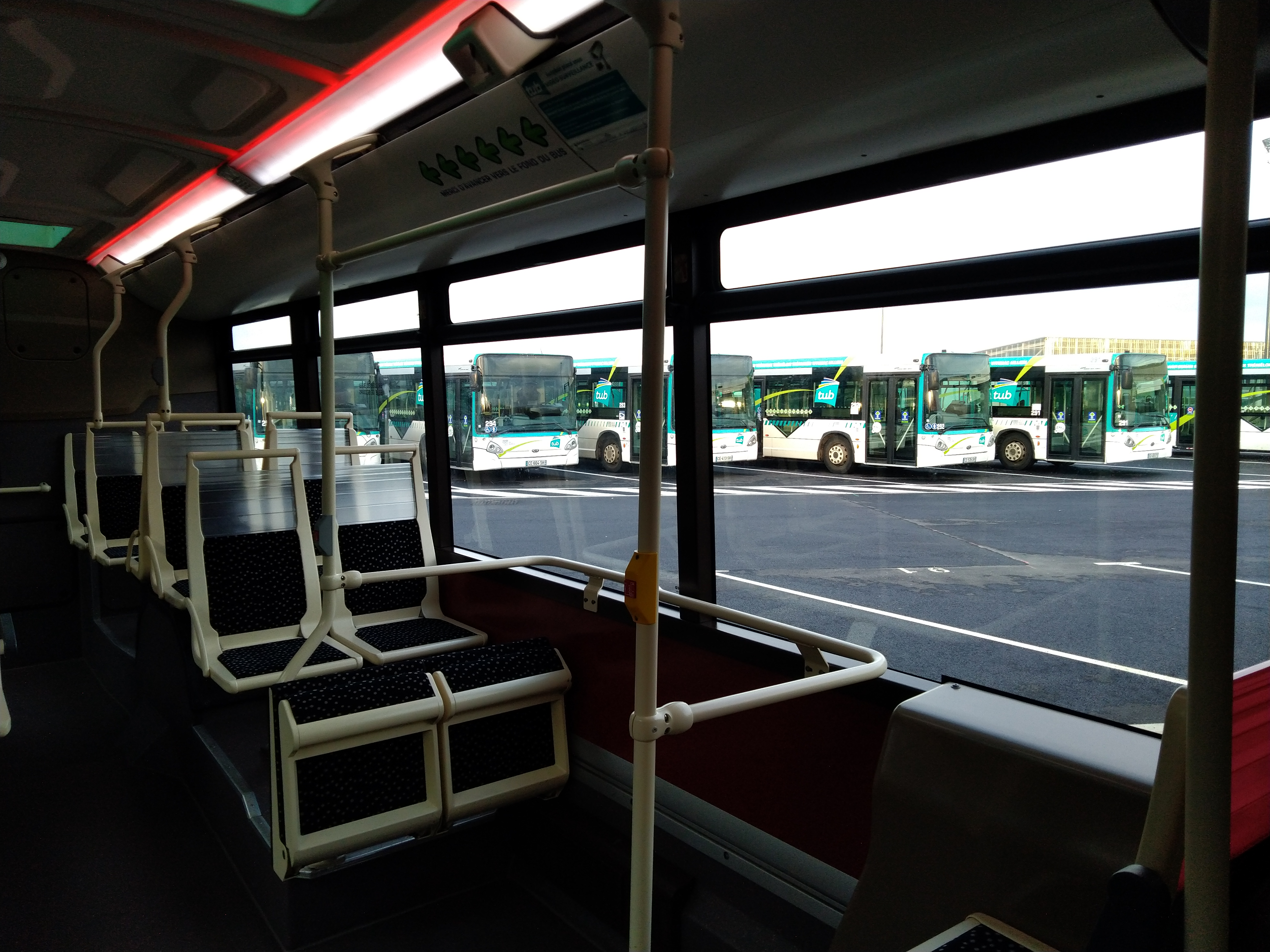
Bus du réseau vu de l'intérieur d'un autre bus.

L'état du parc du réseau TUB est assez diversifié : à l'heure actuelle, Heuliez Bus est la marque ayant le plus de véhicule à circuler, avec des GX 317, GX 127 mais surtout des GX 327 qui sont au nombre de 28. Récemment, Baie d'Armor Transports acheta plusieurs Iveco Bus Urbanway en taille standard (12 m) et articulé (18 m). Des Van Hool NewA330 sont également utilisés mais sont en cours de réforme. La CAT 22 roule avec des Mercedes-Benz Citaro neuf de toute génération. Quant à Rouillard, ils circulent principalement avec des Irisbus Citelis neuf et d'occasion, mais également des Urbanway 12 m.
La ligne 7 (ex-ligne BreizhGo) ainsi que certaines lignes scolaires disposent d'un parc d'autocars spécifiques non repris ici.

#### Les anciens véhicules
Les TUB commencèrent en 1949 avec cinq fourgons Renault Goélette (type R 2065) aménagés par le carrossier Gruau et faisant 18 places assises. Un sixième arriva début des années 1950, tout comme deux Renault R4230, ayant une capacité d'environ 80 passagers dont 22 assis (hors conducteur). Un autocar Isobloc était parfois utilisé en renfort de ligne et partagé avec le réseau de la ville de Laval. Entre 1953 et 1957, un total de dix Renault type R 2165 / R 2168 (châssis de Renault Galion, également modifiés par le carrossier Gruau) et faisant une trentaine de places, seront achetés et utilisé jusqu'à mi-années 1960. En 1957/1958, six Berliet PCK 7D venant du réseau de Reims (TUR) et trois Renault R4231 seront achetés. En 1962 et 1963, ce seront dix Saviem SC6 (déclinaison de l'autocar SC5) qui arriveront sur le réseau. Ils bénéficient d'un gabarit réduit mais d'une capacité supérieur aux véhicules précédemment acquis ; ils peuvent accueillir 62 personnes. Ce seront les derniers véhicules à avoir la toute première livrée.
Avec le passage de l'exploitation par la CAT du groupe Verney en 1968, douze Verney TC2 et quatre TCU seront acheté jusqu'en 1975. Munie d'un moteur AEC d'une puissance de 196 et 244 ch, ils marqueront un pas qualitatif du nouveau réseau. En 1977, ce sera au tour de CBM de conquérir le réseau avec le modèle TDU 11 en onze exemplaires, puis les TDU 850 S et TDU 850 SR en quatre exemplaires, et enfin les LMB 11, LMB 11 SR et LMB 12 en cinq exemplaires, jusqu'en 1983.
En 1985, avec l'arrivée de la SETAB et la nouvelle livrée jusqu'aux années 2000, l'exploitant principal roulait avec les mythiques Renault PR 100 (modèles PR 100.MI, PR 100.2 et PR 180.2 en versions standard et articulé) ainsi que des Heuliez (GX 77H, GX 107 et GX 187 — respectivement midibus, standard et articulé). De nombreux Van Hool seront également sur le réseau tel que les A500, A300 et A330. Ils roulaient également avec quelques véhicules insolites tel que des Gruau MG 36 / MG 50, un Gruau P 70.U ou encore un CBM 220. La réforme des Heuliez GX 317, Renault Agora L et Van Hool NewA330 commencent depuis début 2024.
La CAT 22 roulait également avec de nombreux PR 100 (PR 100.MI, PR 100.2 et PR 112) mais aussi des R312, Agora S de la marque Renault et Heuliez GX 317 en deux exemplaires de chaque modèle. Début 2022, La CAT 22 réforme leur unique Mercedes-Benz Citaro C1 acheté d'occasion en 2013 provenant du réseau de Compiègne.
Rouillard travaillait avec des Setra S 215 SL et S 315 NF, deux Van Hool A600 puis un NewA330, des Mercedes-Benz O 305 et O 307 ainsi que deux Agora Line. En avril 2021, Rouillard décide de réformer un Iveco Urbanway 12 à la suite de nombreux problèmes mécaniques ; ils commencent également la réforme des Irisbus Citelis 12 avec le no 516.
De nombreux véhicules de démonstration seront passés sur le réseau comme des Bolloré Bluebus, Iveco Bus Crealis et VDL-Berkhof Citea CLF-120.

### Dépôts
Les véhicules du réseau sont remisés dans plusieurs dépôts de bus, un pour le délégataire et un pour chaque sous-traitant :
- le dépôt de la SPL Baie d'Armor Transports situé 1 rue Sébastienne Guyot, dans la zone des Châtelets à Trégueux (48° 28′ 01″ N, 2° 47′ 10″ O). Il est desservi par la ligne 120 à l'arrêt « S. Guyot » ;
- le dépôt de la CAT 22 - Transdev situé 7 rue Max le Bail à Saint-Brieuc (48° 30′ 18″ N, 2° 44′ 25″ O). Il est desservi à distance par les lignes B, 20 et 30 à l'arrêt « Lamaze » ;
- le dépôt de Rouillard situé 41 rue du Vieux Moulin à Plérin (48° 31′ 24″ N, 2° 45′ 48″ O). Il est desservi à distance par la ligne D à l'arrêt « Moulin à papier ».

Les dépôts ont également pour mission d'assurer l'entretien préventif et curatif du matériel. L'entretien curatif ou correctif a lieu quand une panne ou un dysfonctionnement est signalé par un conducteur. Le dépôt sont équipés d'un remisage non-couvert, d'un atelier, d'une station de lavage et de pompes à gazole.
L'ancien dépôt de Baie d'Armor Transports, situé rue des Clôtures dans la zone de la Beauchée, était trop petit. Conçu pour accueillir 50 bus, il en accueillait plus d'une dizaine supplémentaire (65). Il sera vendu à la commune de Saint-Brieuc en avril 2019 au prix de 550 000 €.

Le nouveau dépôt a été inauguré le dimanche 8 septembre 2019 avec de nombreux élus ainsi que Bruno Joncour (député et ex-maire de Saint-Brieuc), Marie-Claire Diouron (ex-maire actuelle de Saint-Brieuc et ex-présidente de Saint-Brieuc Armor Agglomération (SBAA)), Ronan Kerdraon (ex-premier vice-président SBAA élu à l'économie et aux transports), Alain Crochet (conseiller SBAA délégué à l'accessibilité), Rémy Moulin (maire de Ploufragan) et Christine Métois (maire de Trégueux). Une grande partie des 180 salariés, accompagnés de leur famille, étaient également présents. Implanté sur un terrain d’une superficie de 4,6 ha, le bâtiment de près de 3 500 m2, permet d’accueillir les locaux administratifs, commerciaux et d’exploitation ainsi que l’atelier de maintenance. Un second, de 350 m², accueille les locaux de stockage et une chaufferie à bois. Une station-service et de lavage des véhicules a également été installée. Le parking, quant à lui à une capacité maximum de 120 autobus. Le coût total de ce nouveau dépôt s'élève à 9 millions d'Euro et les travaux ont duré un peu plus de deux ans (12 juin 2017 à 21 juin 2019).

### Accidents et sécurité
Accidents

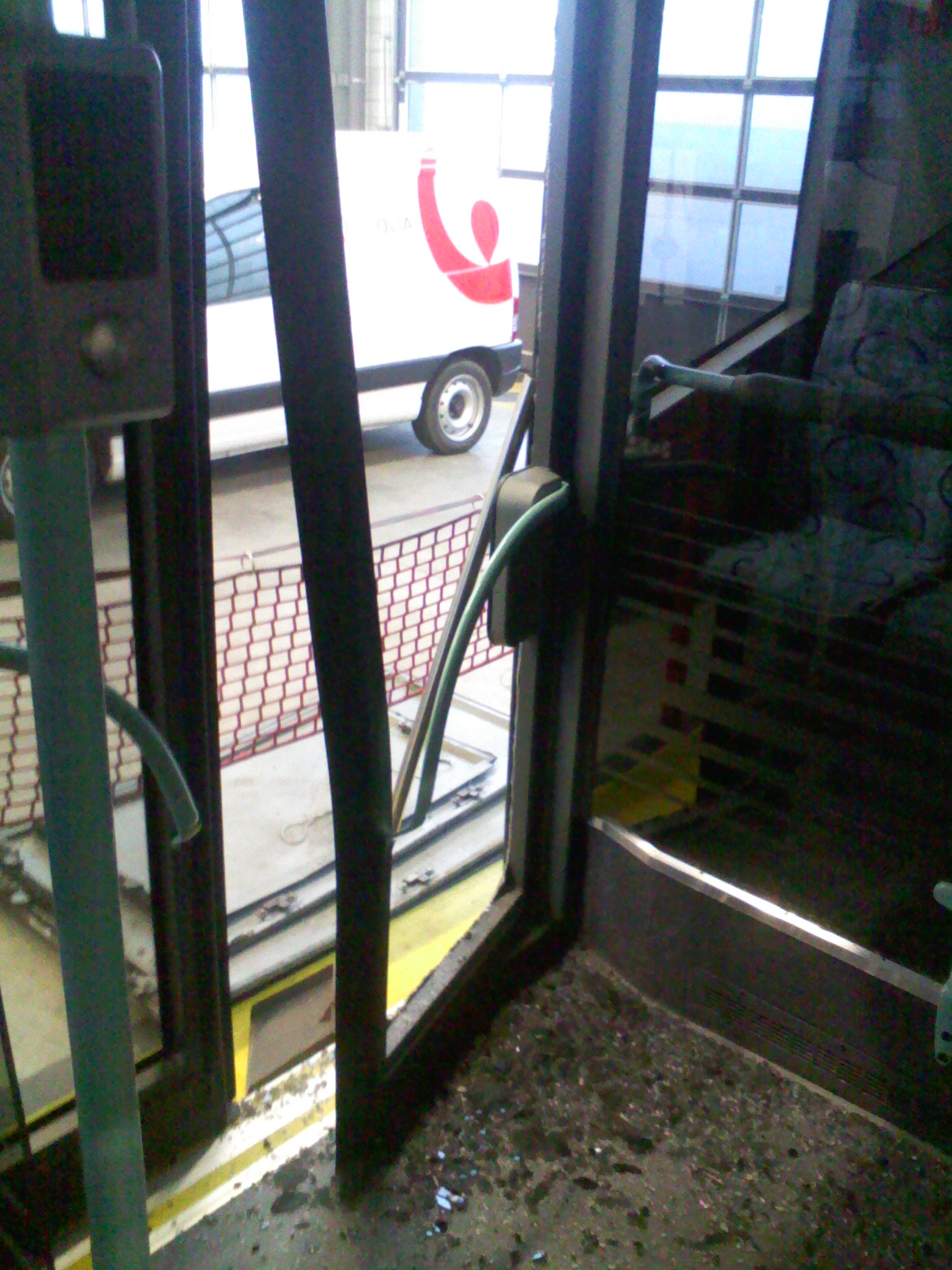
Un bus accidenté au niveau de l'une des portes.

Les accidents d'autobus sont toujours demeurés particulièrement rares ; leurs aspects souvent spectaculaire en fait un sujet de choix pour la presse.
Le 14 juin 2023 à 7 h 30, un accident entre deux bus de l'agglomération fait 14 blessés, dans la rue de Douvenant, entre les communes de Saint-Brieuc et Langueux,,.
Sécurité
Le réseau connaît parfois des problèmes de sécurité, comme des agressions envers le personnel du réseau comme cela s'est produit le 27 juillet 2004 ou également le 23 octobre 2015,. En 2002 et 2003, il y a eu respectivement six et trois agressions.
Pour limiter ce problème, tous les véhicules sont équipés de plusieurs caméras de surveillances ainsi que de micros. Les postes de conduites des bus sont également équipés d'une « pédale de détresse » que le conducteur peut actionner en cas d'agression.

### Personnel d'exploitation
La SPL Baie d'Armor Transports emploie, en 2014, 180 salariés dont 141 conducteurs, en hausse de 13 salariés par rapport à 2013 et de près de 40 salariés depuis 2009. Le SynerGIHP emploie treize conducteurs pour MobiTUB.
Chaque sous-traitant emploie ses propres salariés et conducteurs.

### Information aux voyageurs

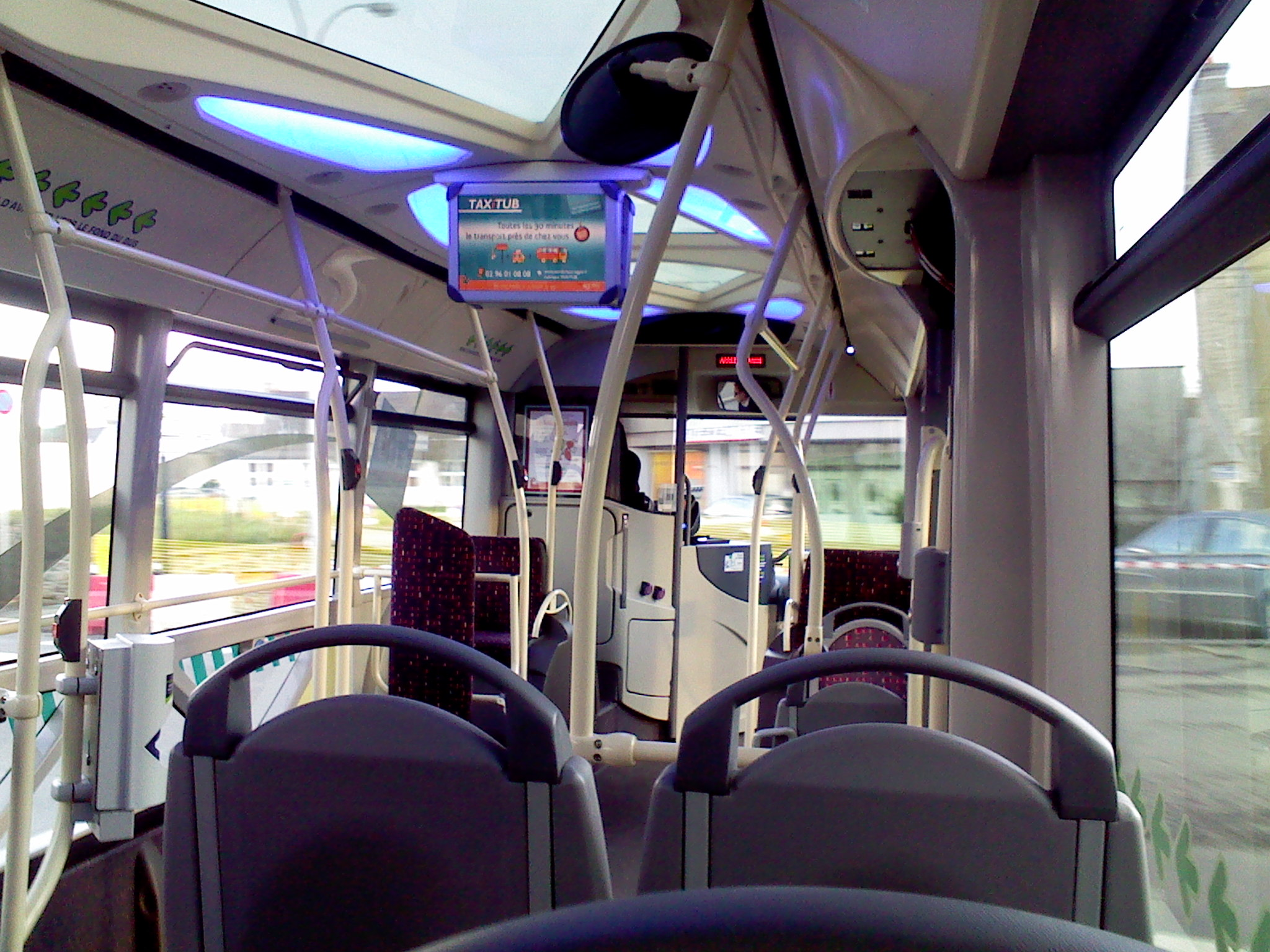
Un écran d'information à bord d'un Heuliez GX 327, affichant une publicité concernant TaxiTUB.

Depuis quelques années, certains arrêts sont équipés d'écrans indiquant les prochains passages des véhicules, plus particulièrement à la gare urbaine et aux stations aménagées le long de la future ligne TEO.
Les véhicules sont équipés d'écrans HD ainsi qu'un système d'annonce vocal intérieur et extérieur indiquant les lignes et arrêts. Ces technologies sont gérées grâce à un SAEIV embarqué dans chaque véhicule du réseau que le conducteur peut manipuler.
Le réseau dispose d'un site internet permettant de trouver plan et horaires du réseau, tarifs, l'achat en ligne de titres de transport, l'info-trafic du réseau et est en lien avec le calculateur d'itinéraire « MobiBreizh », la centrale de déplacements intermodale de la région Bretagne. Enfin, une application gratuite pour smartphone fonctionnant sous Android et iOS, est disponible depuis le 25 avril 2016,.

### Tarification et financement

#### Tickets et abonnements
La tarification est identique sur l'ensemble du réseau et, sur les communes de l'agglomération, ouvre l'accès au réseau régional BreizhGo. Elle est définie par Saint-Brieuc Armor Agglomération. Le financement du fonctionnement des lignes (entretien, matériel et charges de personnel) est assuré par la SPL Baie d'Armor Transports. Cependant, les tarifs des tickets et abonnements dont le montant est limité par décision politique ne couvrent pas les frais réels de transport, les usagers ne payant qu'une partie du coût réel, le reste étant supporté par l'autorité organisatrice. Le manque à gagner est compensé par l'autorité organisatrice, Saint-Brieuc Armor Agglomération, présidé depuis 2014 par le maire de Saint-Brieuc et composé d'élus locaux. Elle définit les conditions générales d'exploitation ainsi que la durée et la fréquence des services. L'équilibre financier du fonctionnement est assuré par une dotation globale annuelle à la SPL grâce au versement transport payé par les entreprises et aux contributions des collectivités publiques, et qui est de 1,55 % en 2016.
En 2016, le budget transports en commun de l'ancienne intercommunalité Saint-Brieuc Agglomération était de 14,4 millions d'Euros dont 11,2 millions pour le projet du pôle d'échanges multimodal, 2,3 millions d'euros pour le renouvellement du matériel roulant et du mobilier urbain ainsi que pour la construction d'un nouveau dépôt de bus, 500 000 euros au titre du plan de déplacements urbains et 300 000 euros pour le projet de bus à haut niveau de service (TEO). En 2014, les recettes du versement transport était estimé à 14 856 000 €.
Depuis le 17 novembre 2014, les cartes d'abonnement papier ont été remplacées par la carte KorriGo, une carte à puce RFID mise en place par la région Bretagne.
Les tarifs ont été augmentés et réévalués en septembre 2016, l'autorité organisatrice justifiant cette décision par le contexte économique difficile pour les réseaux de transport en commun, la volonté de la collectivité de faire rentrer 310 000 € supplémentaires et de réaliser de nouveaux investissements pour améliorer le réseau.
Au 2 septembre 2019, la tarification du réseau est composée comme suit (le réseau est gratuit pour les enfants de moins de 5 ans) :

##### Tickets et coupons

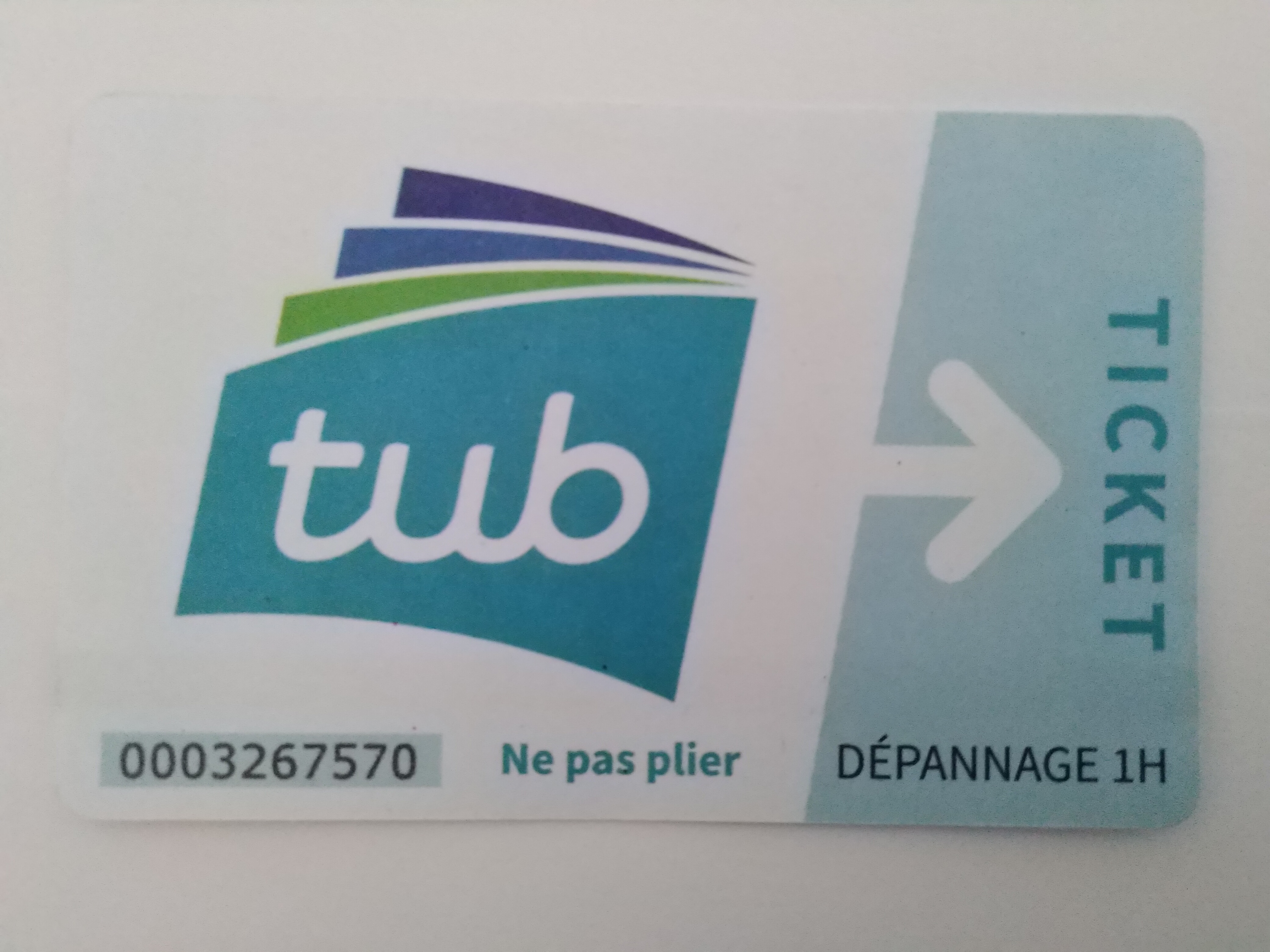
Ticket dépannage 1H.

- Un ticket à l'unité dit « dépannage », vendu au prix de 1,50 € auprès des conducteurs ainsi qu'au point TUB, permet dans la limite d'une heure après la date de première validation de se déplacer pour un trajet aller, les correspondances étant autorisées[83].

Le réseau propose aussi d'autres coupons, vendus au point TUB et dépositaires :
- le ticket 10 voyages, vendu au prix de 12,00 €, est l'équivalent de dix tickets à l'unité ;
- le ticket journée, vendu au prix de 3 €, est valable une journée de 5 h 0 à 1 h 0 et peut aussi être acheté chez les dépositaires, point TUB et application ;

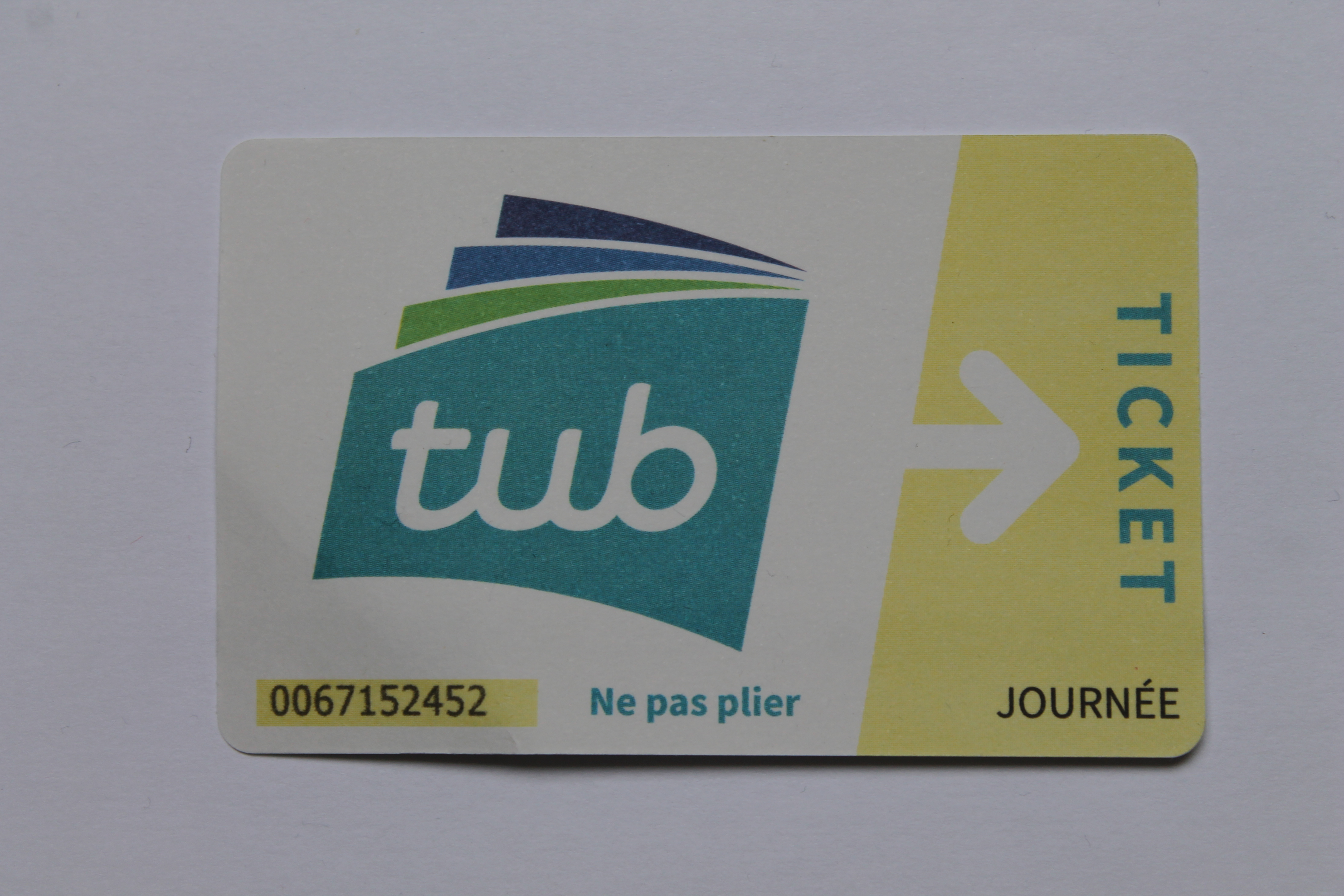
Ticket journée.

- le coupon hebdomadaire, vendu au prix de 10 €, permet quant à lui de se déplacer sept jours à compter de la première validation. Les coupons 10 voyages et hebdomadaires peuvent être chargés sur la carte KorriGo.

Des tarifs de groupe existent aussi : le « Pass'Tribu » permet à un groupe de quatre personnes d'effectuer un aller-retour dans la journée, au prix de 4 € et pour un groupe de 15 à 25 personnes, ce billet monte au prix de 10 € (5 € pour les centres aérés). Pour les groupes scolaires de l'agglomération accompagnés d'un enseignant, le billet est gratuit sur réservation.

##### Abonnements

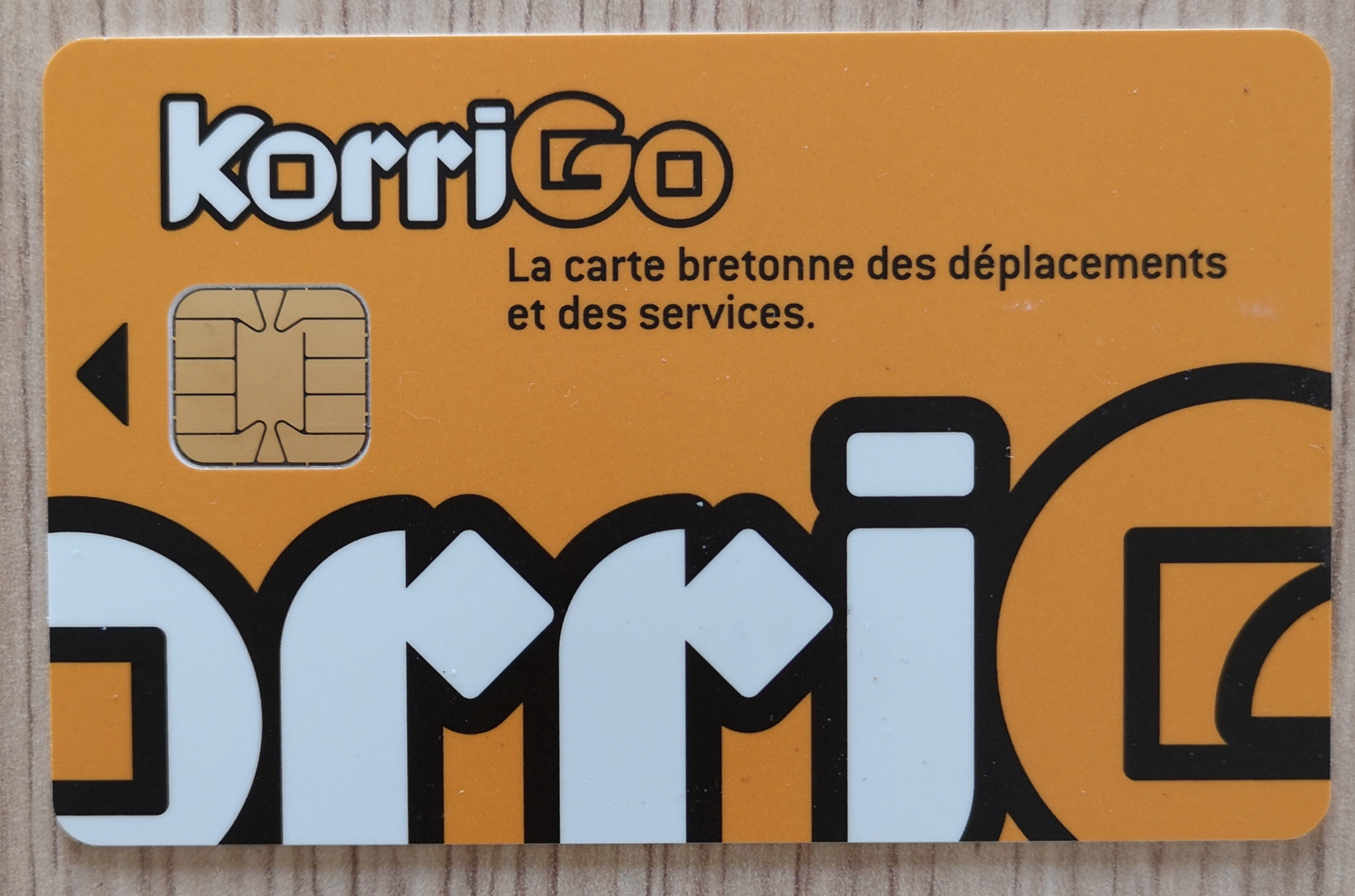
Carte KorriGo.

L'établissement de la carte d'abonné KorriGo, valable 5 ans, se fait au Point TUB et coûte 8 €. Les abonnements sont quant à eux, vendus au Point TUB ou sur internet.
Les tarifs des abonnements annuels vont de 198 € à 250 € selon la tranche d'âge : moins de 16 ans à 135 €, de 16 à 26 ans à 160 €, de 26 à 60 ans à 280 € et plus de 60 ans à 200 €.
Les tarifs des abonnements mensuels sont de 23 € ou 25 € selon la tranche d'âge : moins de 26 ans à 23 €, de 26 à 60 ans à 28 € et plus de 60 ans 25 €.
Il est possible d'obtenir une réduction de 50 % de son abonnement TUB s'il est couplé à un abonnement TER « Uzuël ».

#### Points de vente
Le principal point de vente est le « Point TUB » situé 5 rue du Combat des Trente à Saint-Brieuc (48° 30′ 38″ N, 2° 45′ 27″ O), ouvert du lundi au vendredi ainsi que le samedi matin, à proximité de la gare urbaine ; jusqu'au 8 juillet 2015, il était situé place Duguesclin,. Il est complété par plus d'une cinquantaine de dépositaires (bar-tabac, mairies, librairies...) dans la plupart des communes de l'agglomération briochine.
Depuis 2015, le Point TUB est mutualisé avec le réseau régional BreizhGo et devrait rejoindre le futur pôle d'échanges multimodal de la gare de Saint-Brieuc.

## Impact socio-économique

### Trafic
En 2014, 7 793 698 voyages ont été assurés, pour 3 607 810 km parcourus,. La mise en place de la validation systématique des cartes d'abonnement devrait permettre d'améliorer le comptage des voyageurs. Par rapport à 2013, la fréquentation a augmenté de 3,21 %.

### Dans la culture
Le véhicule no 236 (un Heuliez GX 77H) a été utilisé pour le tournage du film Crache cœur.

### Autres
Un Iveco Urbanway 18 aux couleurs du réseau TUB circule régulièrement dans la ville de Lyon depuis 2015. L'usine Iveco Bus ci-situe et font des tests de conduites et mécaniques pour les nouveaux Urbanway sortant d'usine ou ceux d'occasion ayant des problèmes récurrents[réf. nécessaire].
Le bus no 257 (un Van Hool A330) a été cédé gratuitement en novembre 2020 à la Protection civile des Côtes-d'Armor afin de l'utiliser comme centre mobile de dépistage du Covid-19.

## Patrimoine

### Association HistoTUB
Créée fin 2015, une association nommée HistoTUB a pour objectif de préserver le patrimoine du réseau briochin. Elle est indépendante et ne fait pas partie des TUB.
En mai 2021, elle est propriétaire de six véhicules : les Renault PR 100.2 nos 211 et 235, les Van Hool A500 nos 242 et 243, le Van Hool A300 no 255 et le Setra S 315 NF no 502.

#### Historique
Dans le but de sauvegarder l'autobus Renault PR 100.2 no 235 du réseau TUB, trois passionnés de transports en commun décidèrent de créer l'association HistoTUB,.
Lors de la réforme du bus en 2012, l'agglomération de Saint-Brieuc décida de le préserver et de le remiser en attente de décision de projet. Il aurait été question de le conserver en tant que « véhicule emblématique » du réseau de bus de Saint-Brieuc. Effectivement, ce véhicule a été le dernier de ce type, parmi les trente-deux exemplaires, à circuler sur le réseau urbain de Saint-Brieuc,.
Fin 2015, le projet sera relancé par les trois passionnés et accepté par l'agglomération,.
En février 2016, les Van Hool A500 nos 242 et 243 seront cédés à l'association,. Le Renault a été retiré du service en 2012 et conservé à l'origine par l'agglomération qui souhaitait en faire le « véhicule emblématique » du réseau.
Fin 2018, l'association a récupéré le Setra S 315 NF no 502 de l'entreprise Rouillard datant de 2000.
En novembre 2019, l'association récupère le Renault PR 100.2 no 211 datant de 1985.
En mai 2021, l'association récupère le Van Hool A300 no 255 datant de 1999.

#### Activités
HistoTUB est une association loi de 1901, déclarée en préfecture des Côtes-d'Armor le 3 décembre 2015 sous le matricule W224005127.

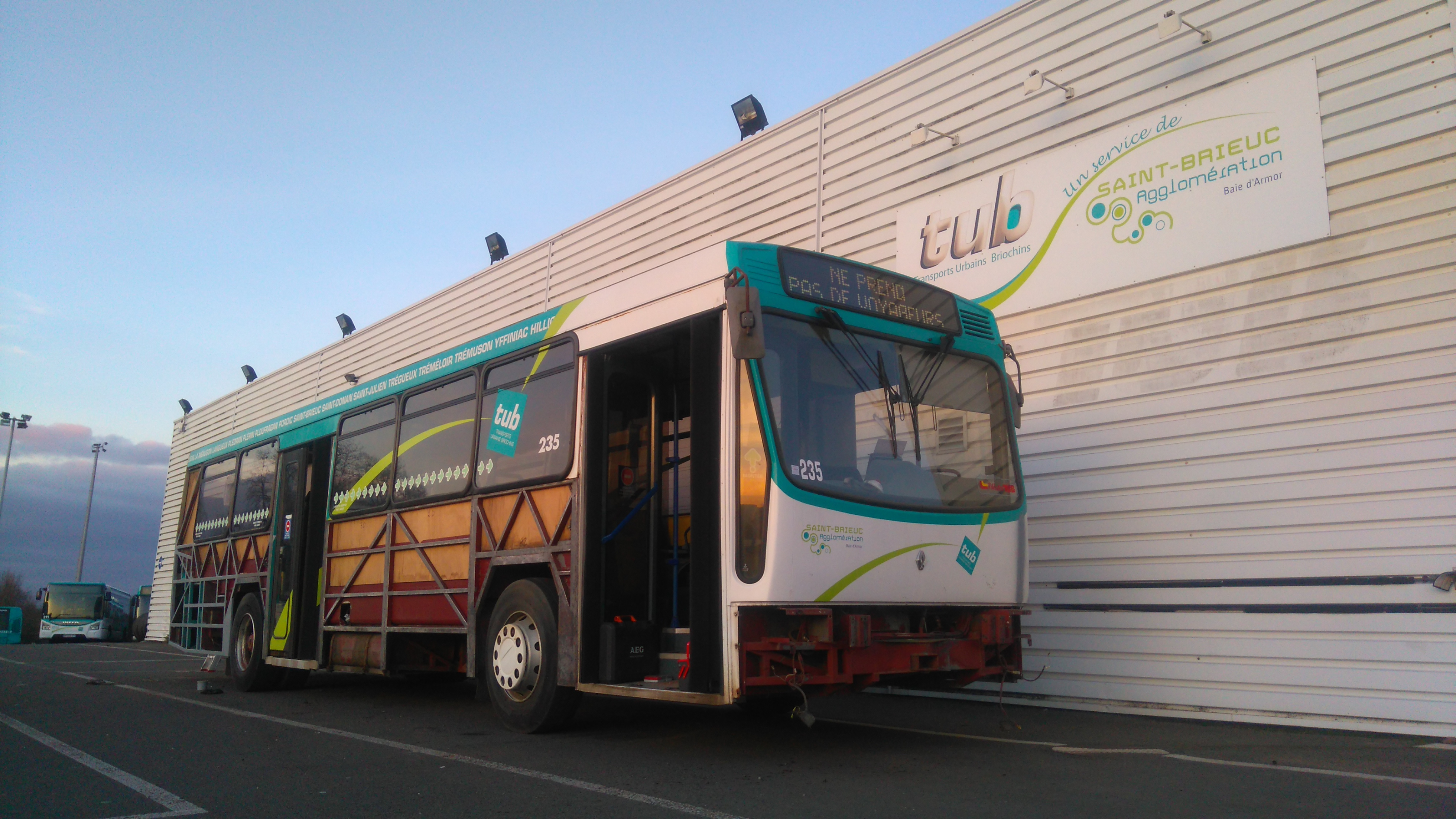
Restauration du Renault PR 100.2.

- Préserver le patrimoine du réseau TUB ;
- Sorties associatives : régulièrement l’association organise plusieurs fois dans l'année des sorties à thèmes[96],[97] ;
- Mise à disposition statique ;
- Restauration du Renault PR 100.2 no 235[98],[99].

#### Projets
- Rénovation intérieur d'origine du Renault PR 100.2 no 235 ;
- Remis en état extérieur du PR 100.2 no 211 ;
- Préservation d'autres véhicules ayant circulé sur le réseau : Renault Agora L, Heuliez GX 317 ou autres ;
- Recherche d'un hangar.

#### Les véhicules
| Caractéristiques | Caractéristiques                                                             | Caractéristiques                                                             | Photos                 |
| --- | ---------------------------------------------------------------------------- | ---------------------------------------------------------------------------- | ---------------------- |
| Renault PR 100.2 |                                                                              |                                                                              |                        |
| Type : autobus standard court - 2 portes | Numéro de parc : 235                                                         | Exploitants : HistoTUB                                                       |                        |
| Entrée dans l'association : fin 2015 | Utilisation : sortie associative, exposition et mise à disposition statique. | Utilisation : sortie associative, exposition et mise à disposition statique. |                        |
| Notes : véhicule emblématique de l'association. Mise en service au TUB de 1992 à 2012. Moteur d'origine de plus d'un million de kilomètres.                |                                                                              |                                                                              |                        |
| Renault PR 100.2 |                                                                              |                                                                              |                        |
| Type : autobus standard court - 2 portes | Numéro de parc : 211                                                         | Exploitants : HistoTUB                                                       |                        |
| Entrée dans l'association : novembre 2019 | Utilisation : mise à disposition statique.                                   | Utilisation : mise à disposition statique.                                   |                        |
| Notes : véhicule aménagé en théâtre. Mise en service au TUB de 1985 à 2002, puis acheté par une entreprise de théâtre et enfin récupéré par l'association. |                                                                              |                                                                              |                        |
| Setra S 315 NF |                                                                              |                                                                              |                        |
| Type : autobus standard périurbain - 2 portes | Numéro de parc : 502                                                         | Exploitants : HistoTUB                                                       | Exploitants : HistoTUB |
| Entrée dans l'association : fin 2018 | Utilisation : sortie associative et mise à disposition statique.             | Utilisation : sortie associative et mise à disposition statique.             |                        |
| Notes : véhicule de type périurbain (banlieue et communes rurales proche). Mise en service au TUB de 2000 à 2018. Unique préservation en France.           |                                                                              |                                                                              |                        |
| Van Hool A300 |                                                                              |                                                                              |                        |
| Type : autobus standard - 3 portes | Numéro de parc : 255                                                         | Exploitants : HistoTUB                                                       | Exploitants : HistoTUB |
| Entrée dans l'association : mai 2021 | Utilisation : sortie associative et mise à disposition statique.             | Utilisation : sortie associative et mise à disposition statique.             |                        |
| Notes : premier modèle à planché bas du réseau. Mise en service au TUB de 1999 à 2020.                                                                     |                                                                              |                                                                              |                        |
| Van Hool A330 |                                                                              |                                                                              |                        |
| Type : autobus standard - 3 portes | Numéro de parc : 257                                                         | Exploitants : HistoTUB                                                       | Exploitants : HistoTUB |
| Entrée dans l'association : mars 2023 | Utilisation : mise à disposition statique.                                   | Utilisation : mise à disposition statique.                                   |                        |
| Notes : |                                                                              |                                                                              |                        |
| Van Hool A500 |                                                                              |                                                                              |                        |
| Type : autobus standard - 3 portes | Numéro de parc : 242                                                         | Exploitants : HistoTUB                                                       |                        |
| Entrée dans l'association : juin 2016 | Utilisation : remisage de matériels et pièces pour les autres bus.           | Utilisation : remisage de matériels et pièces pour les autres bus.           |                        |
| Notes : premiers modèle du réseau à avoir trois portes. Mise en service au TUB de 1995 à 2016.                                                             |                                                                              |                                                                              |                        |
| Van Hool A500 |                                                                              |                                                                              |                        |
| Type : autobus standard - 3 portes | Numéro de parc : 243                                                         | Exploitants : HistoTUB                                                       |                        |
| Entrée dans l'association : juin 2016 | Utilisation : sortie associative et mise à disposition statique.             | Utilisation : sortie associative et mise à disposition statique.             |                        |
| Notes : premiers modèle du réseau à avoir trois portes. Mise en service au TUB de 1995 à 2016.                                                             |                                                                              |                                                                              |                        |

#### Galerie photos

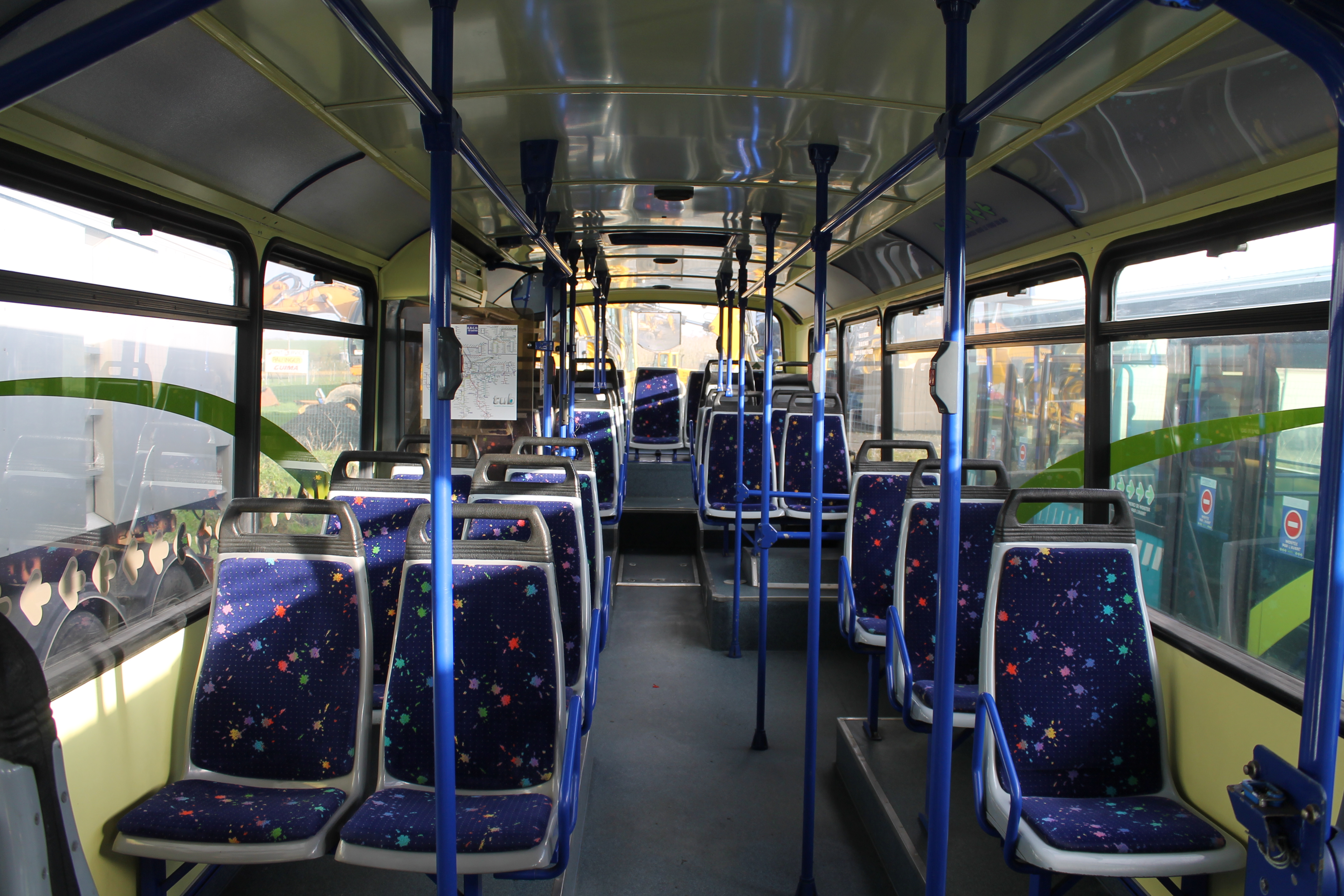
Intérieur du PR 100.2 n°235.
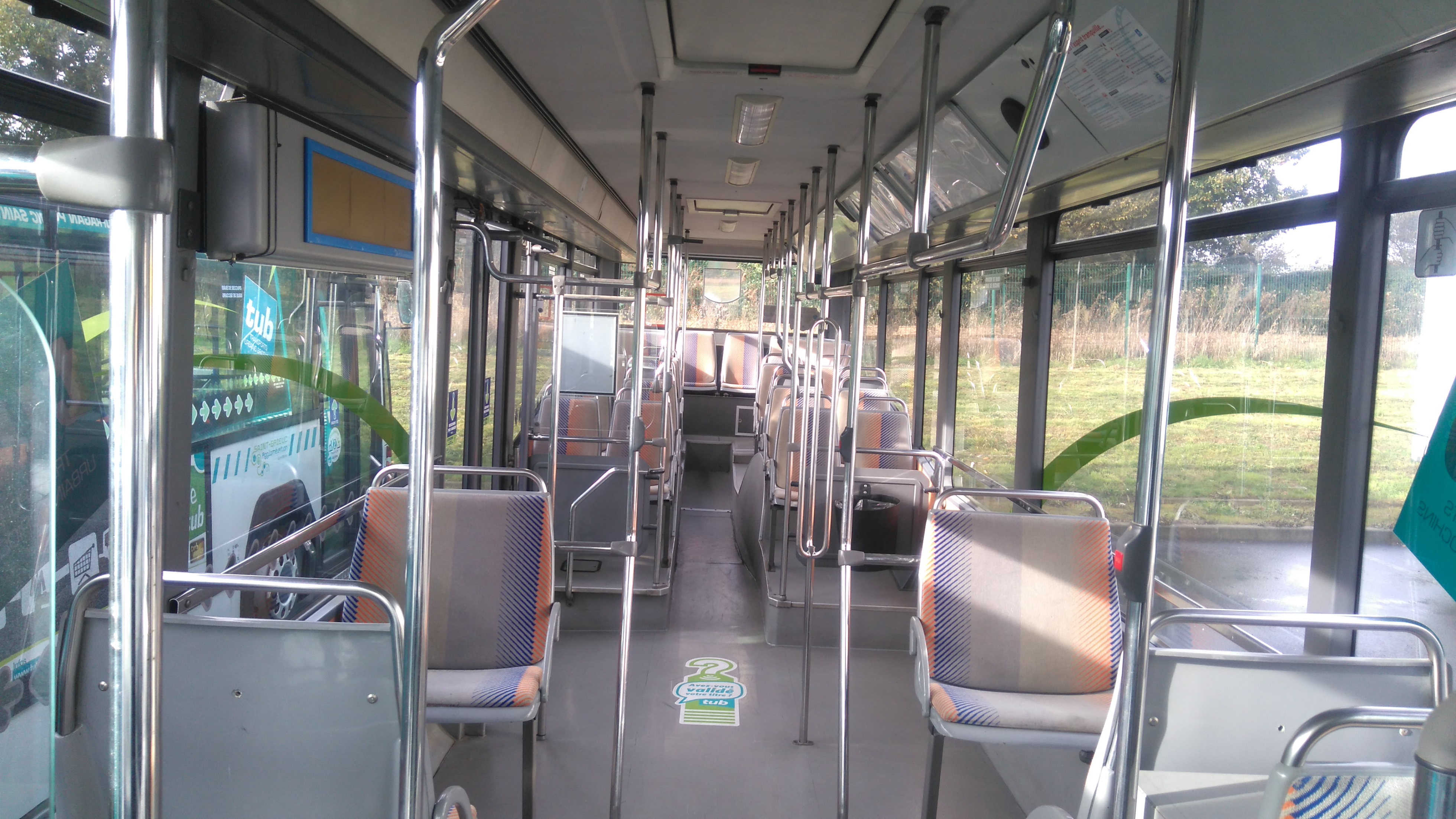
Intérieur du S 315 NF n°502.
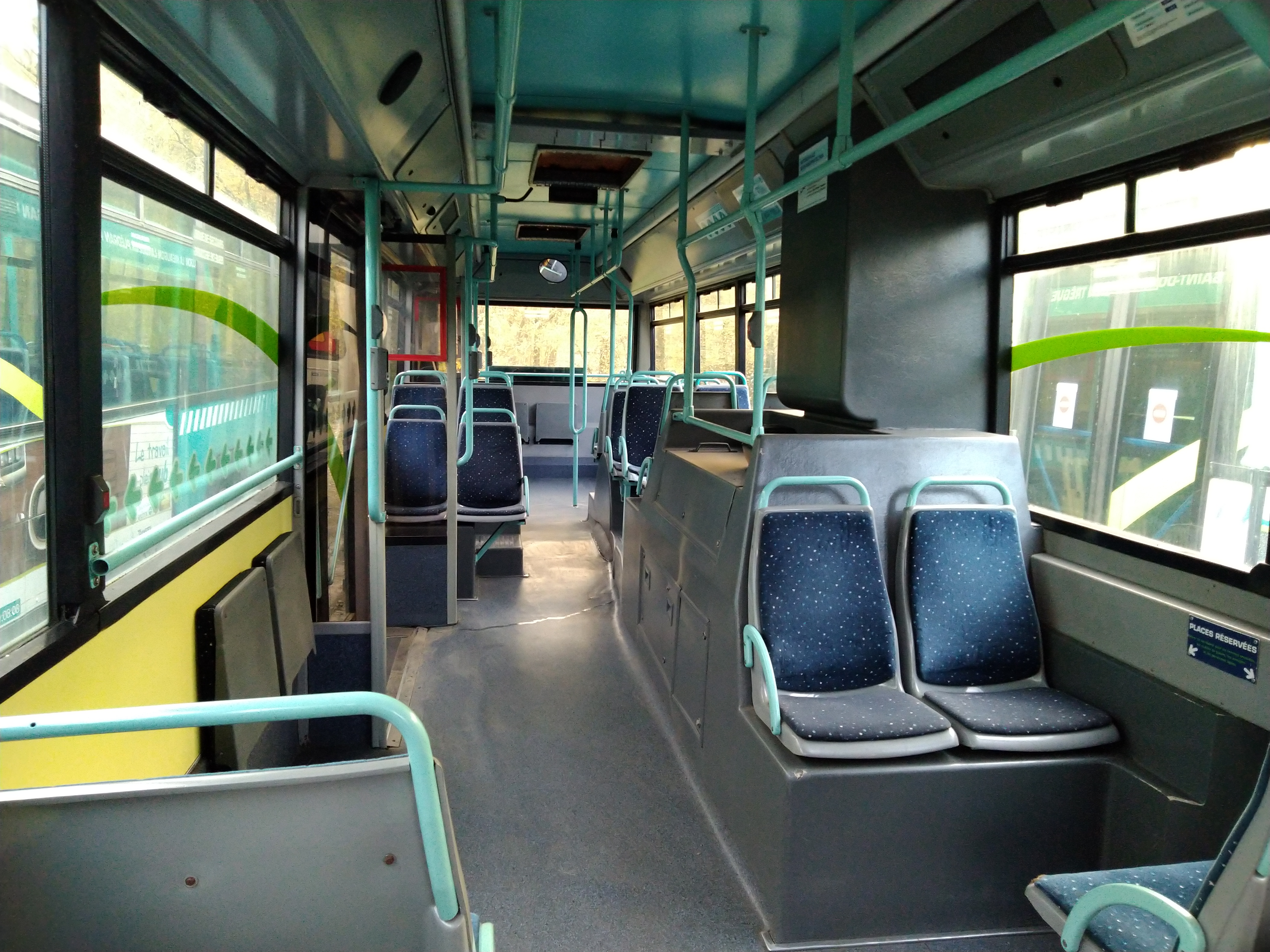
Intérieur de l'A300 n°255.
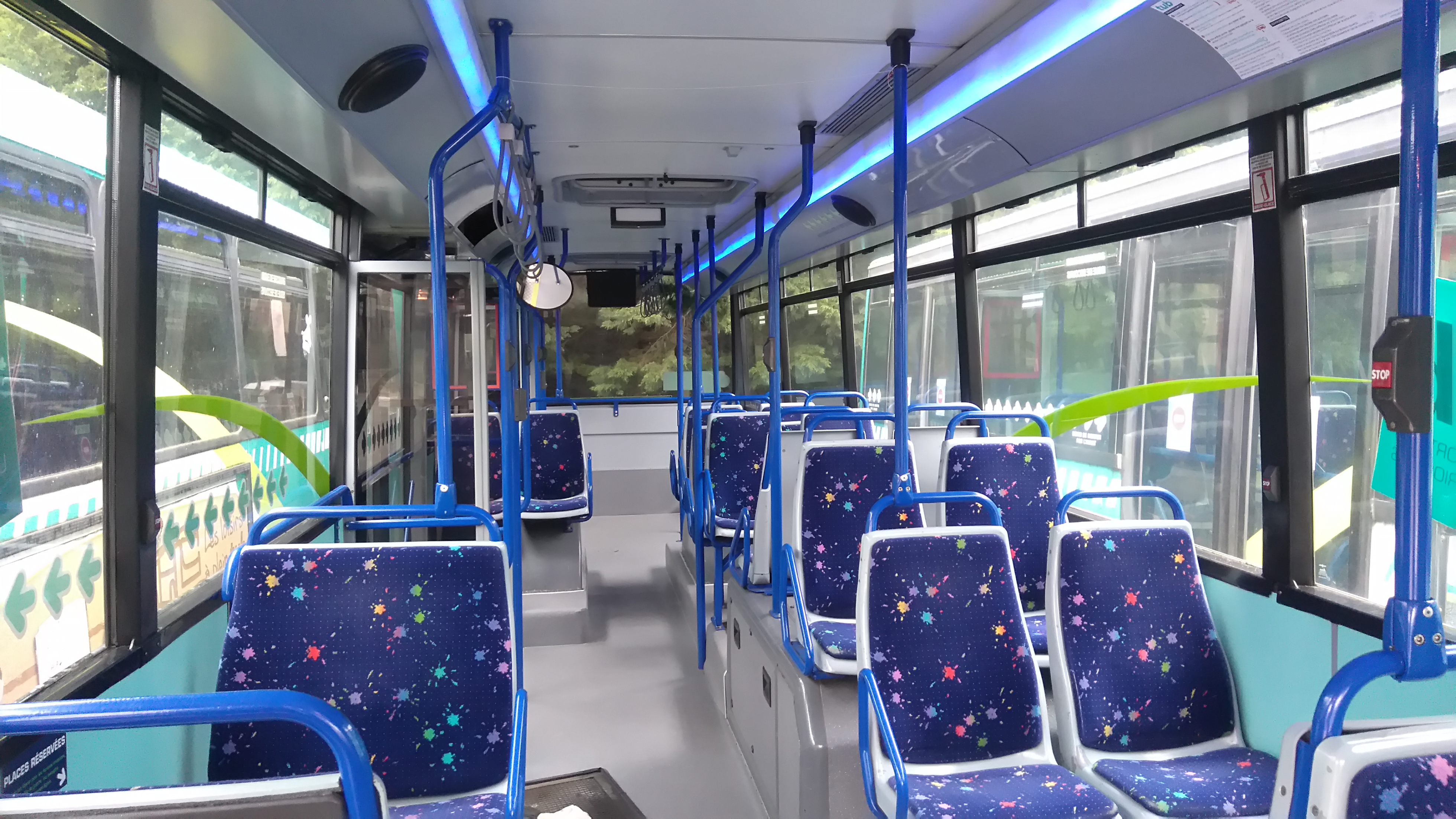
Intérieur de l'A500 n°243.
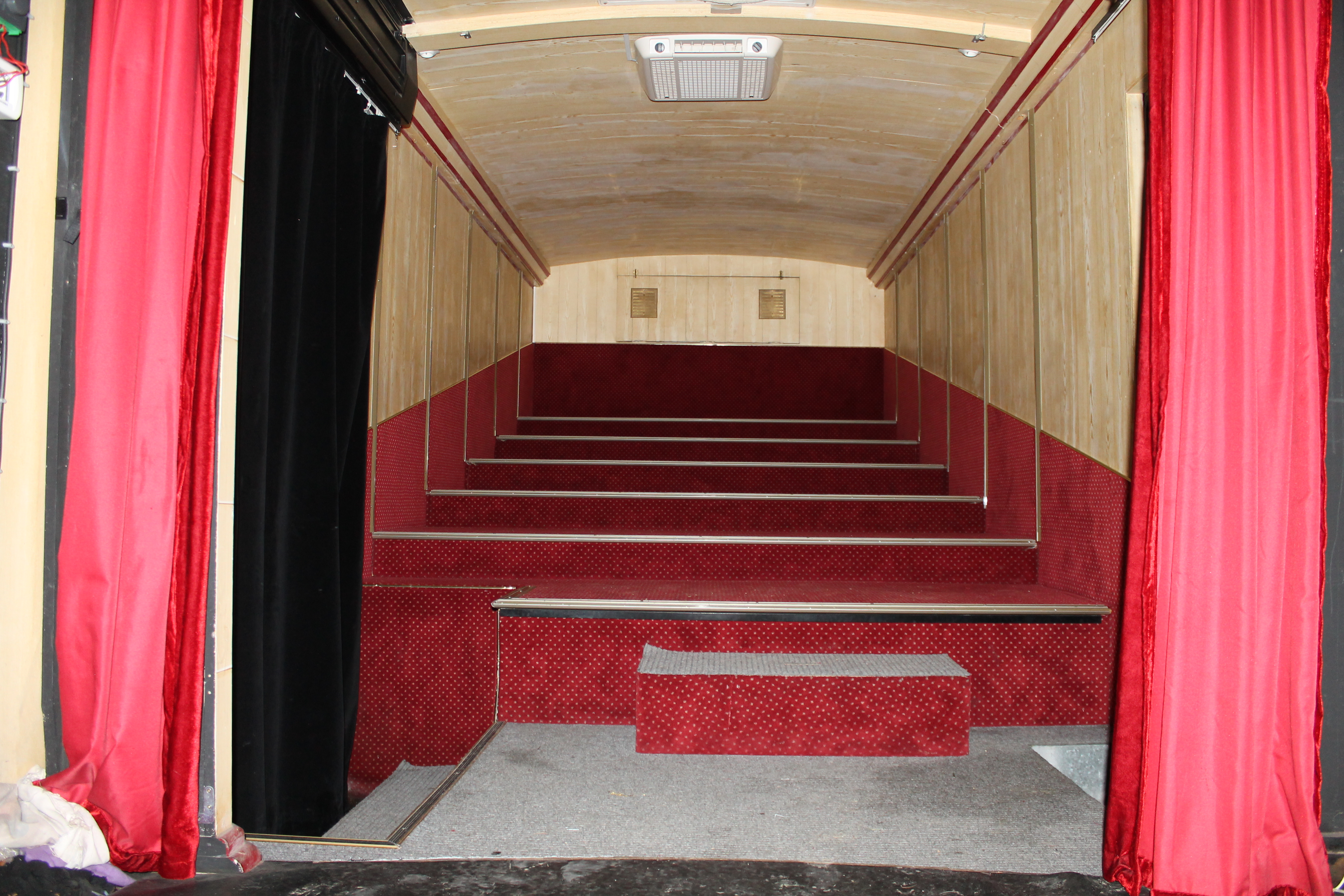
Intérieur du bus théâtre n°211.

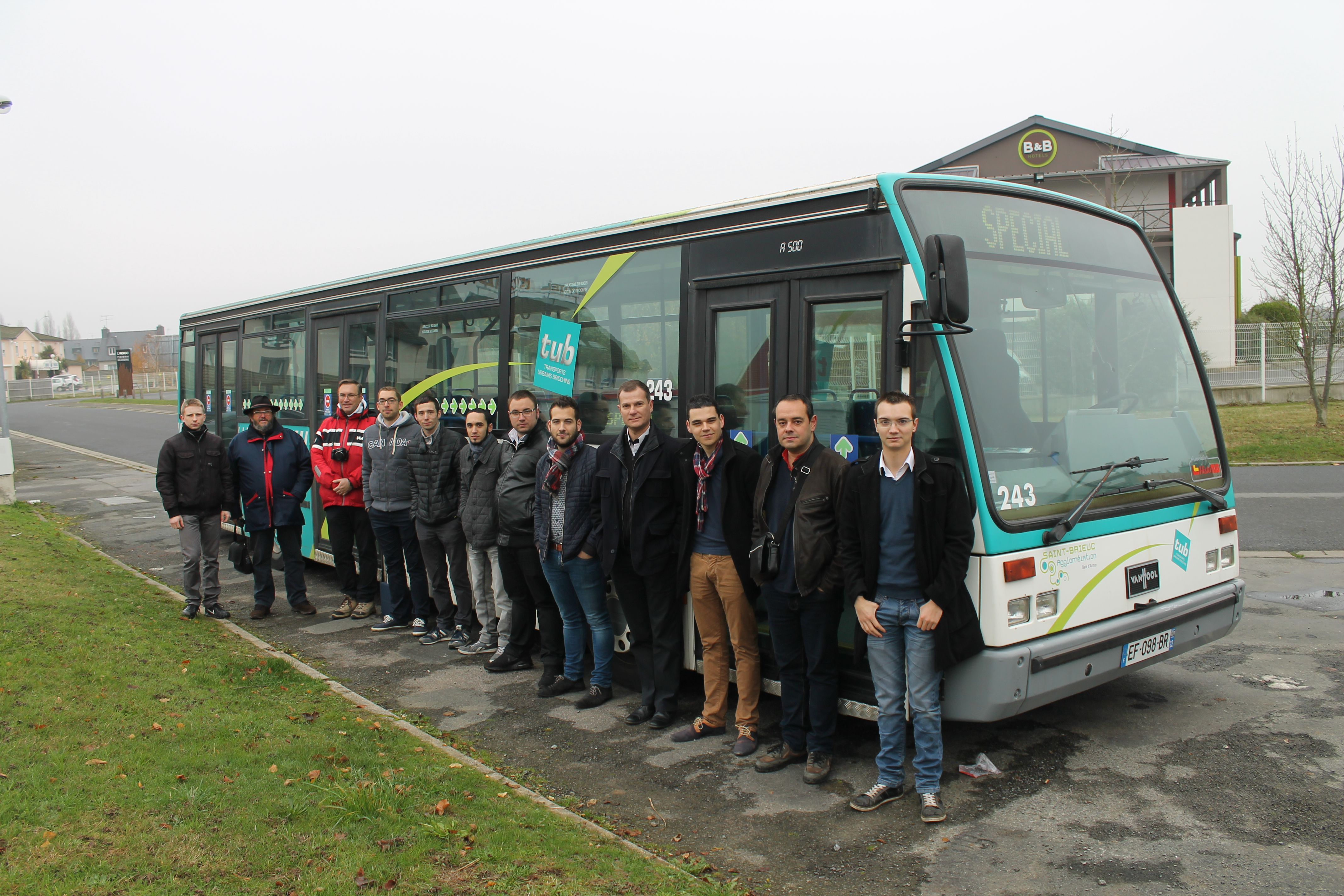
Les membres de l'association en 2016.
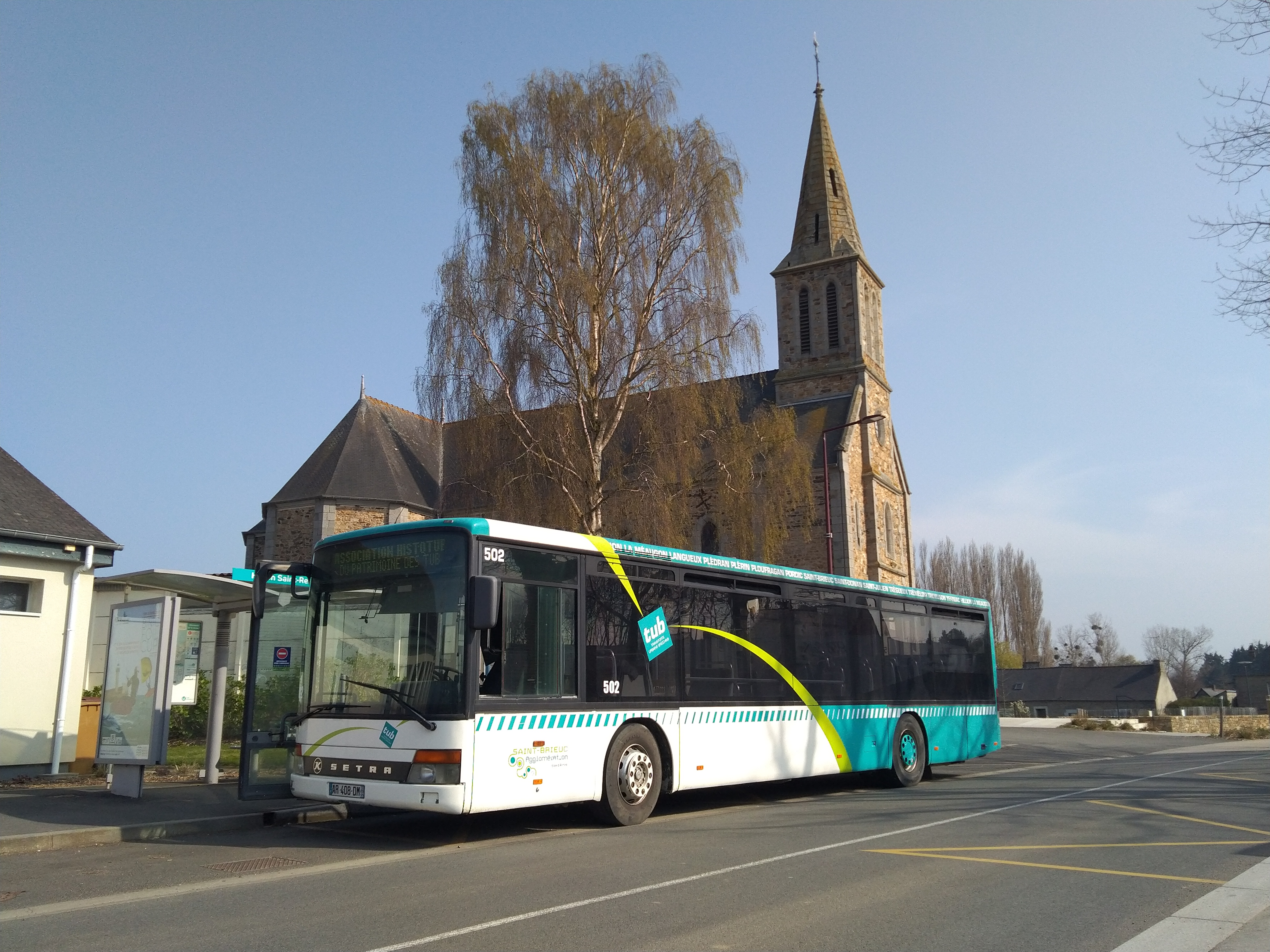
Sortie avec le Setra en 2022.
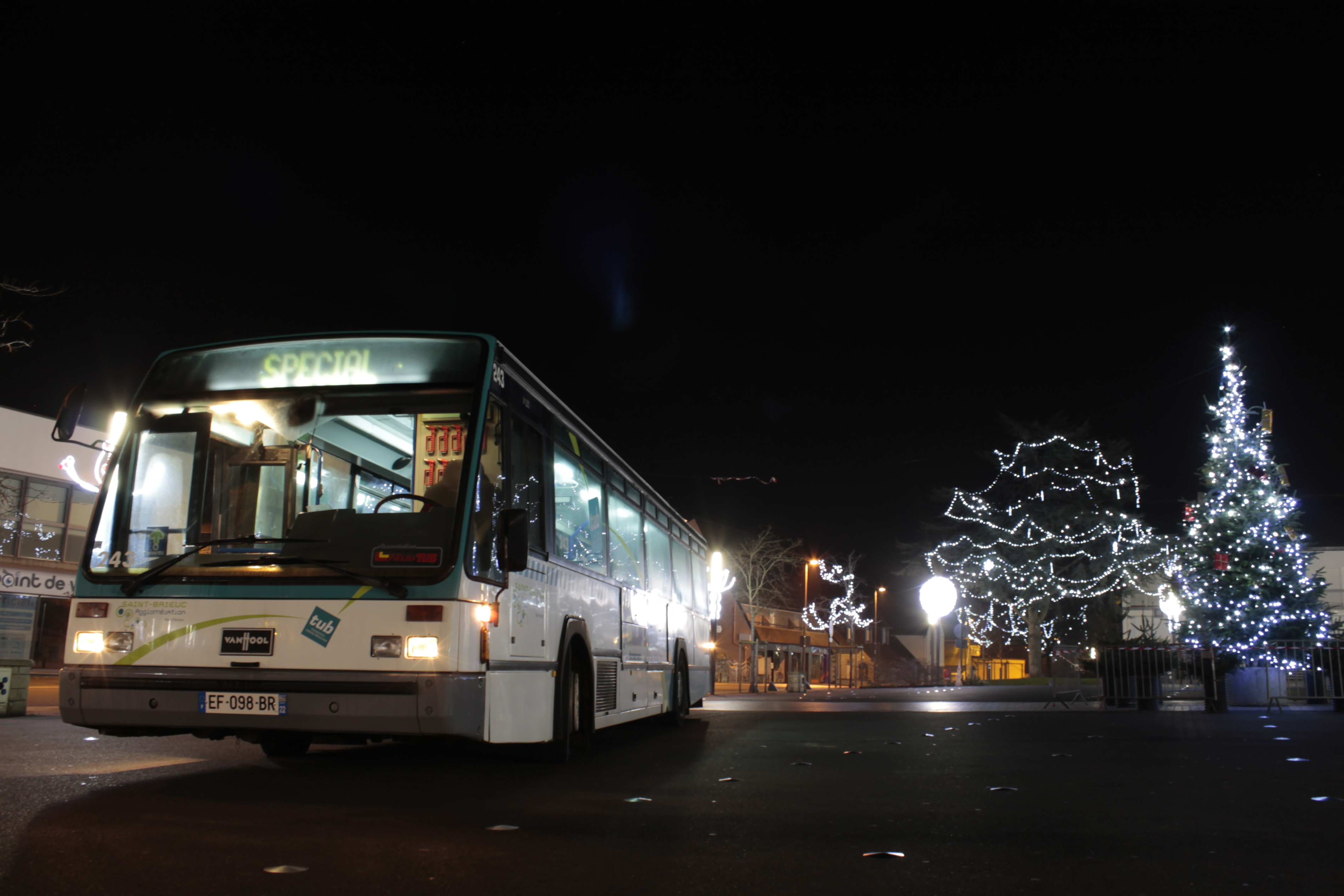
Sortie Lumières de Noël 2016.
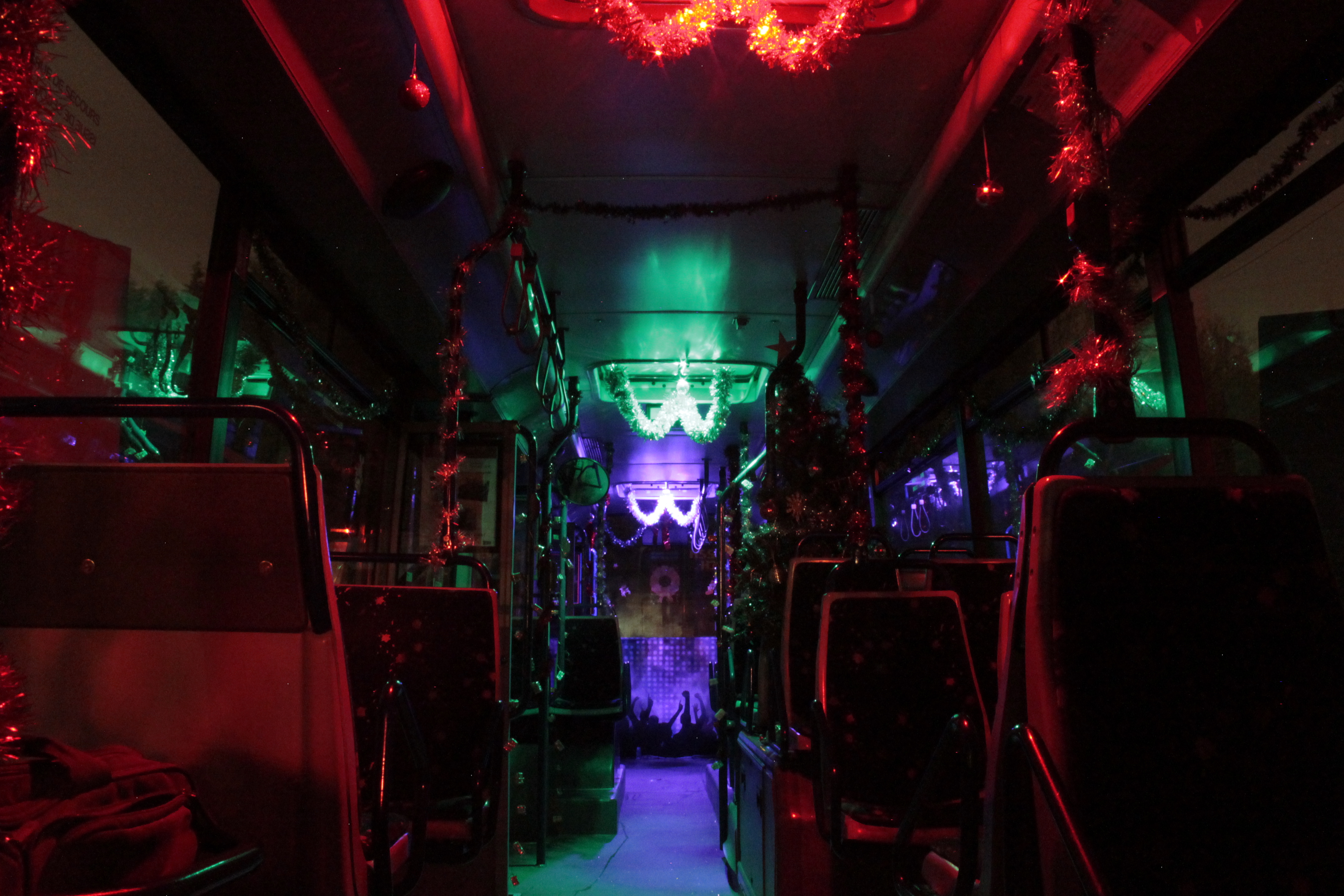
Vu intérieur du Van Hool A500 no 243 lors de la sortie Lumières de Noël 2017.

### Les 70 ans du réseau

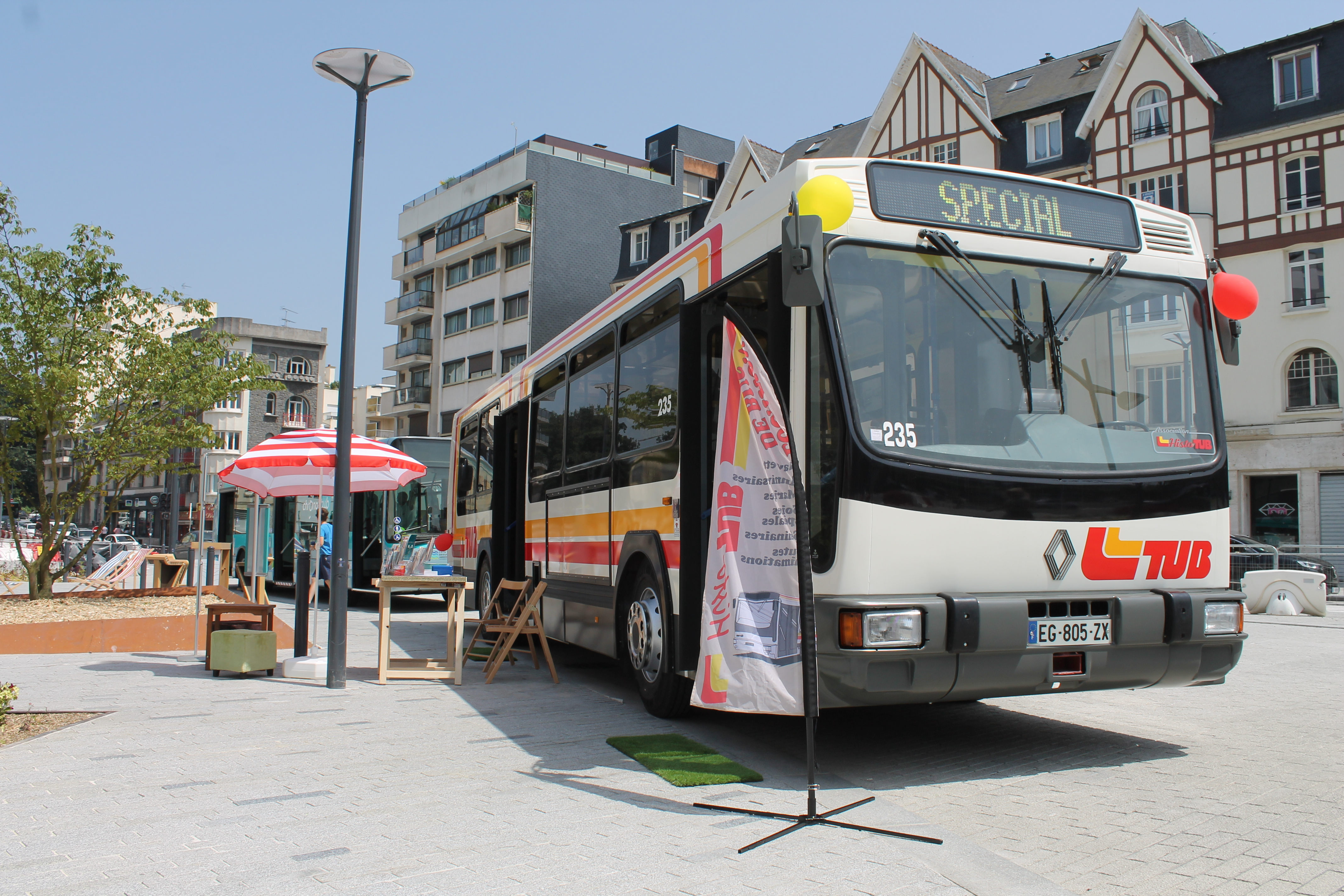
Exposition sur la place Du Guesclin.

Dans le cadre des 70 ans du réseau TUB en 2019, l'exploitant principal Baie d'Armor Transport (BAT) lance un appel à contributions de documentations, objets et témoignages en partenariat avec l'association HistoTUB.
Le 21 juin, les salariés des entreprises BAT (Baie d'Armor Transports), CAT (Compagnie Armoricaine de Transport) et Rouillard ont organisé un match de foot d'une durée de 70 min.

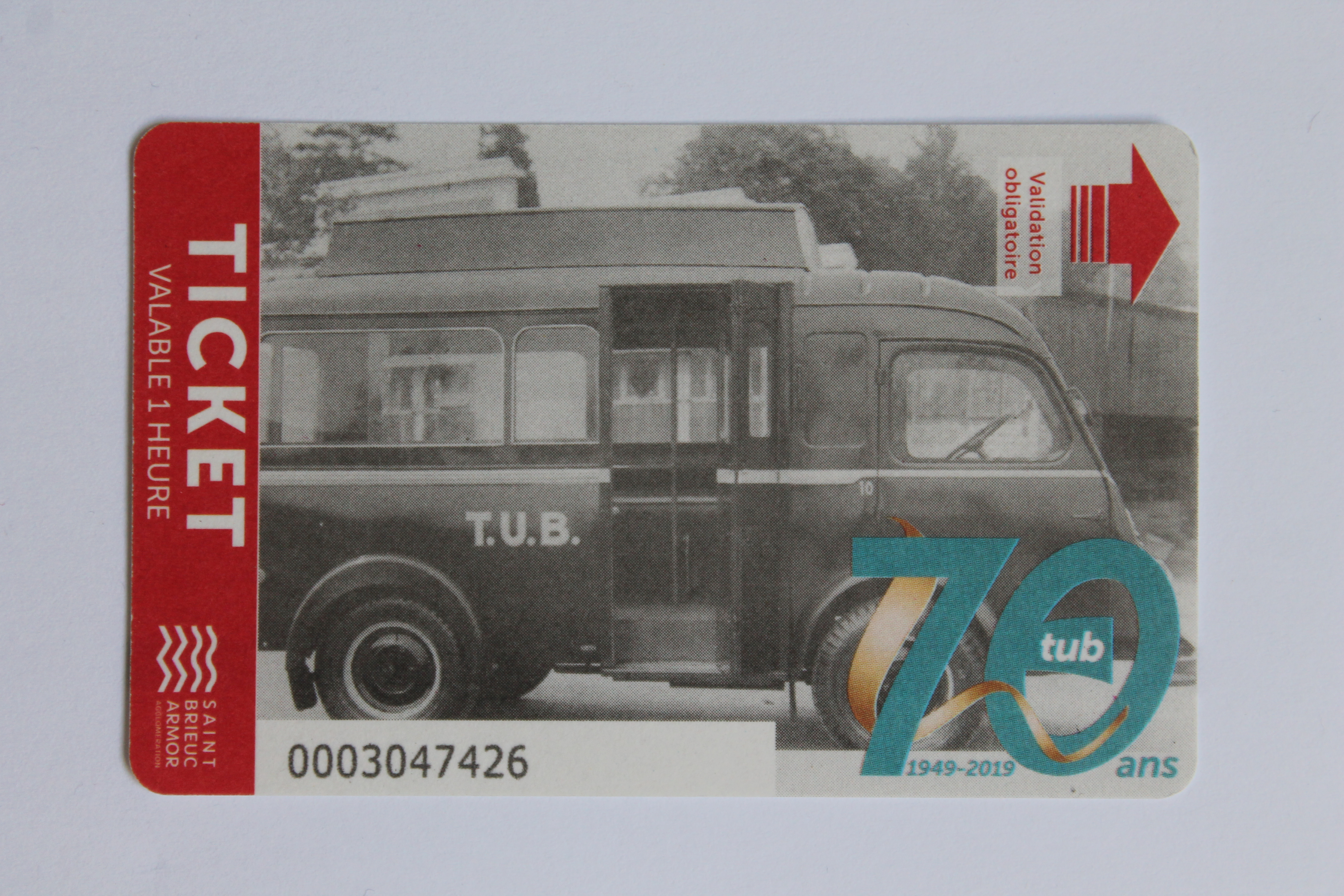
Ticket des 70 ans, vendu aux usagés durant environ deux mois.

Le 25 juin, l'Heuliez GX 327 no 276 mis aux nouvelles couleurs du réseau ainsi que le Renault PR 100.2 no 235 de l'association HistoTUB fraîchement rénové avec la livrée de 1985 ont été présentés aux élus et maires des communes de Saint-Brieuc Armor Agglomération sur le parking de la place de Robien.
Le 26 juin, le PR 100.2 de l'association à rouler le matin sur une partie de la ligne NCV.
Du jeudi 27 au 29 juin, les deux véhicules ont été exposés sur la place Du Guesclin. Une exposition photo, une borne selfie et jeux concours sur les 70 ans ont été mis en place.